# Museo Chiaramonti
Museo Chiaramonti – dział Muzeów Watykańskich powstały w latach 1806–1807.
Kolekcja obejmuje rzeźby antyczne: popiersia portretowe, posągi oraz pomniki nagrobne.

## Historia

### Museo Chiaramonti
Kolekcja prezentowana jest w loggi, którą wzniesiono pomiędzy Palazzetto di Belvedere i Pałacem Apostolskim. Loggię zaprojektował i częściowo nadzorował jej powstanie Donato Bramante. Decyzję o powstaniu muzeum podjął papież Pius VII z rodu Chiaramontich, stąd nazwa. Po podpisaniu 19 lutego 1797 roku traktatu w Tolentino (fr. paix de Tolentino) Państwo Kościelne musiało przekazać na rzecz Francji napoleońskiej główne arcydzieła antycznej sztuki rzeźbiarskiej z Museo Pio-Clementino. Po kongresie wiedeńskim w 1815 roku i działalności dyplomatycznej Antoniego Canovy udało się je prawie wszystkie odzyskać. Zaczęto też skupować rzeźby w antykwariatach rzymskich i od prowadzących wykopaliska na obszarze Państwa Kościelnego. Organizację muzeum rozpoczęto w 1806 roku. Otwarto je dla publiczności w 1807 roku.
Nad przygotowaniem ekspozycji czuwał Antonio Canova. Kurator chciał zaprezentować harmonijnie w jednej ekspozycji rzeźbę, architekturę oraz malarstwo (w tym wypadku w postaci fresków). Freski zdobiące sale muzealne powstały dzięki fundacji samego Canovy. Wykonali je młodzi artyści, m.in. Francesco Hayez. Cykl przedstawia zasługi papieża dla sztuki i zabytków rzymskich. Zgodnie z ideami francuskiego architekta i krytyka sztuki Antoine Quatremère de Quincy, chciano dzieła przedstawić w miejscu ich oryginalnego pochodzenia, razem z innymi z tego samego okresu historycznego, ale niejednokrotnie prezentującymi słabsze walory artystyczne.

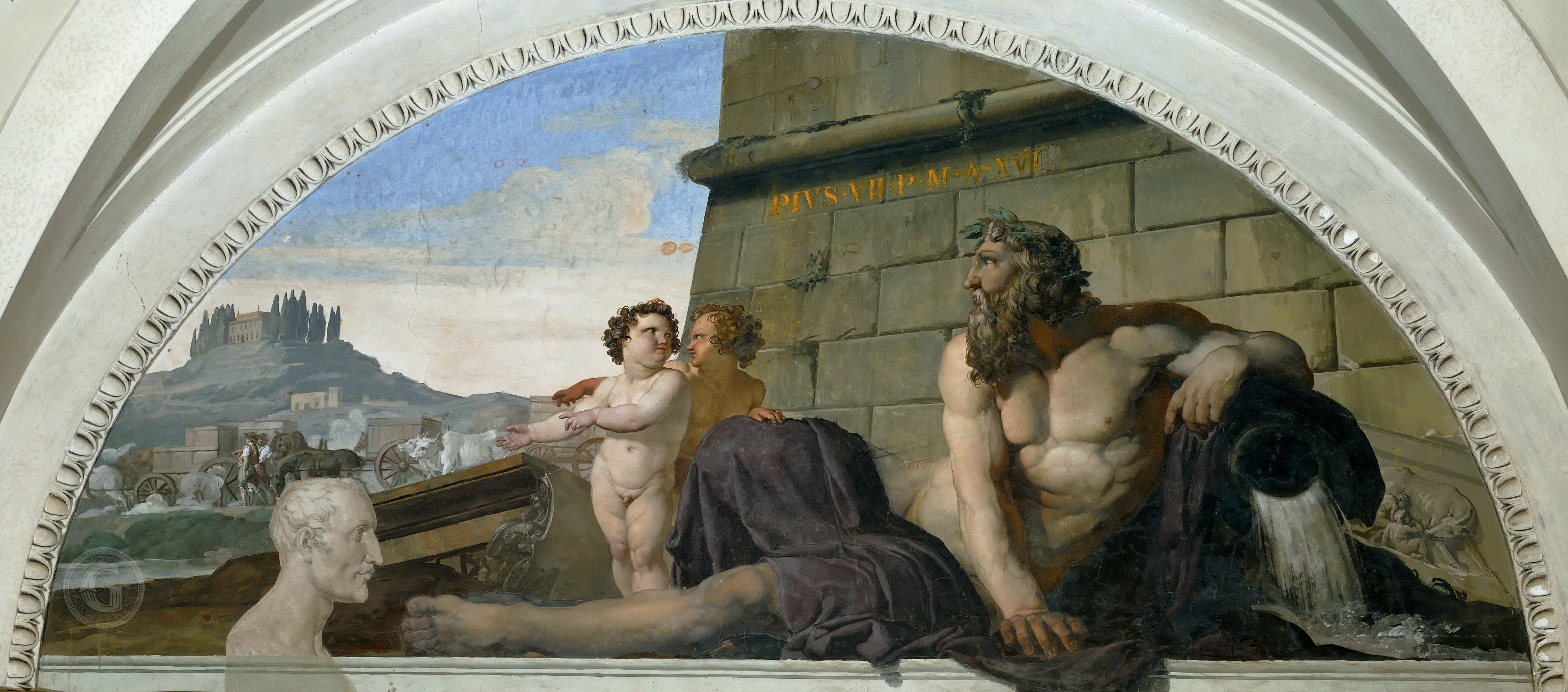
Powrót do Rzymu dzieł sztuki skradzionych przez Napoleona, Francesco Hayez
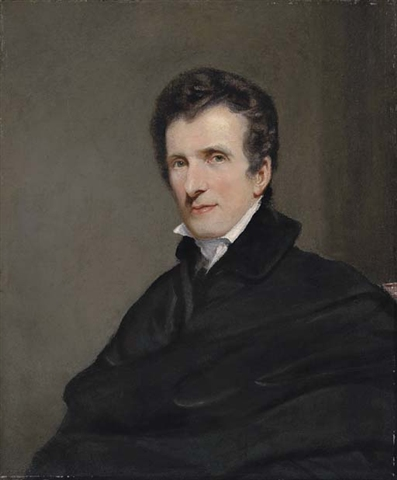
Antonio Canova, John Jackson

### Braccio Nuovo
Pius VII zlecił wybudowanie na terenie dziedzińca Belwederu (wł. Cortile del Belvedere) nowego budynku, w którym można by eksponować część kolekcji Museo Chiaramonti. Prace prowadził od 1817 do swej śmierci w roku 1820 architekt papieski Raffaele Stern. Po 1820 prace kontynuował Pasquale Belli. Z punktu widzenia stylistycznego budynkowi nadano charakter neoklasycystyczny. Braccio Nuovo oddano w lutym 1822 roku. W komisji przygotowującej ekspozycję zasiadali, m.in.: Antonio Canova, historyk sztuki i archeolog Filippo Aurelio Visconti oraz rzeźbiarz Antonio D’Este.
Zamierzeniem organizatorów ekspozycji było oddanie możliwie jak najwierniejsze charakteru wnętrz antycznych, by rzeźby prezentowane były w kontekstach, w których powstawały i do których pierwotnie należały. Architekci użyli kolorowych marmurów pochodzących z budowli z epoki rzymskiej. Również marmurowe płyty w posadzce służą za obramowanie rzymskich mozaik. Stiukowe fryzy na wzór starożytnych wykonał włoski rzeźbiarz Francesco Massimiliano Laboureur. Budynek stanowi galerię o długości 68 metrów. W środkowej części z jednej strony znajduje się hemicykl, z drugiej schody prowadzące na Dziedziniec Szyszki (wł. Cortile della Pigna).
W Braccio Nuovo prezentowane są popiersia portretowe imperatorów, rzymskie repliki słynnych greckich oryginałów oraz rzeźby słynnych postaci starożytności.

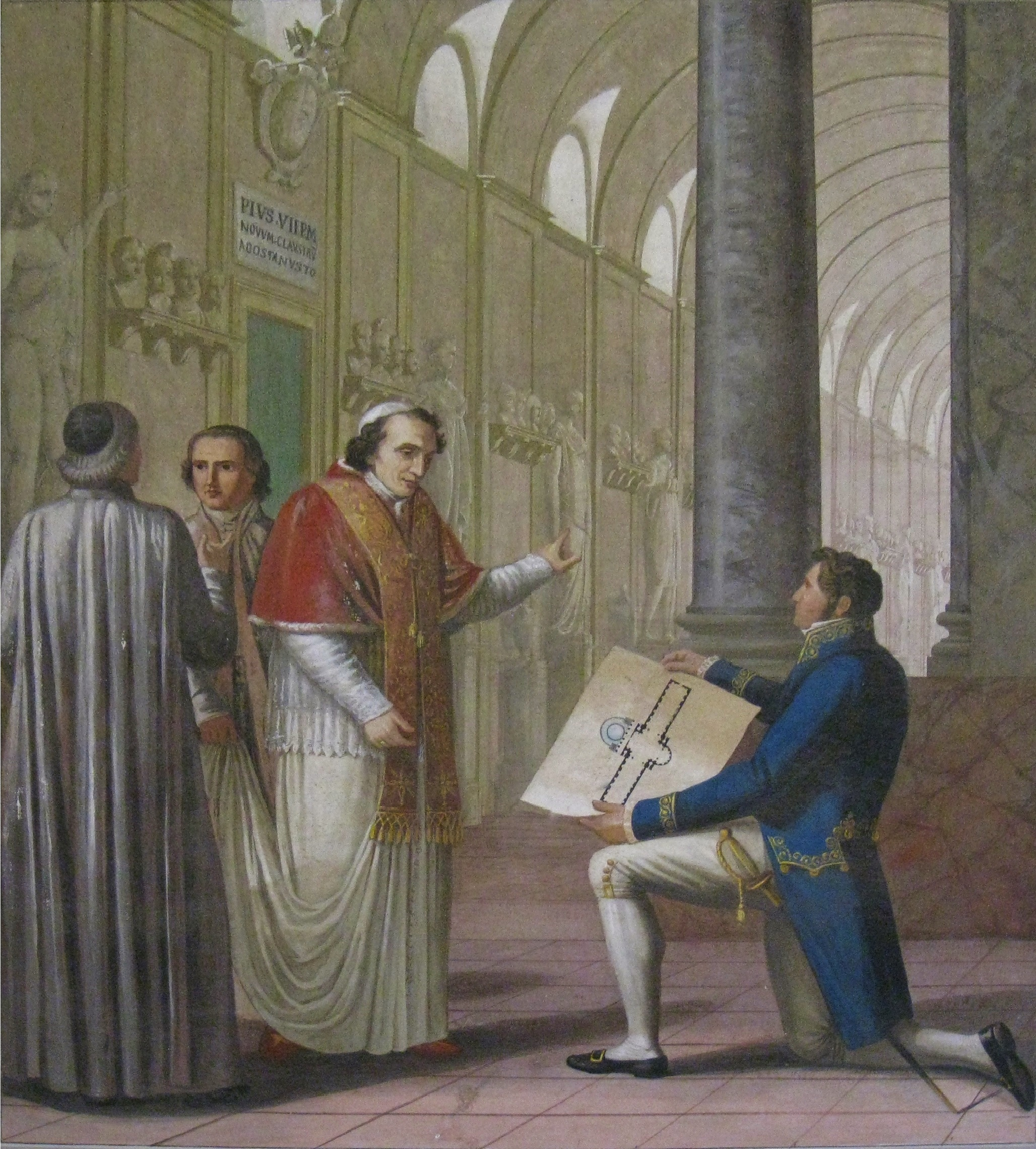
Demonstracja projektu Bracio Nuovo Piusowi VII (fresk), Domenico De Angelis (przypisywane)
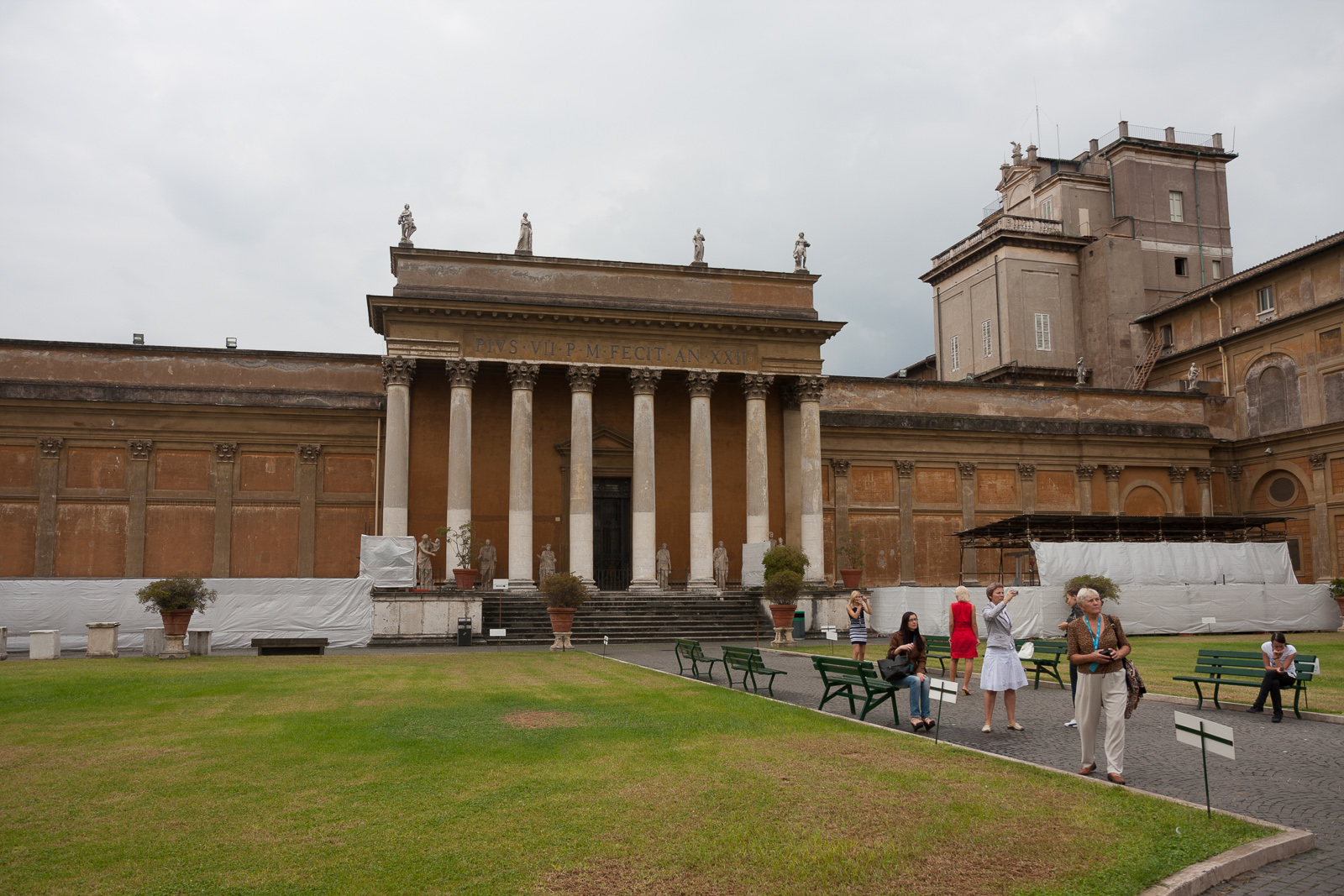
Braccio Nuovo od strony północnej
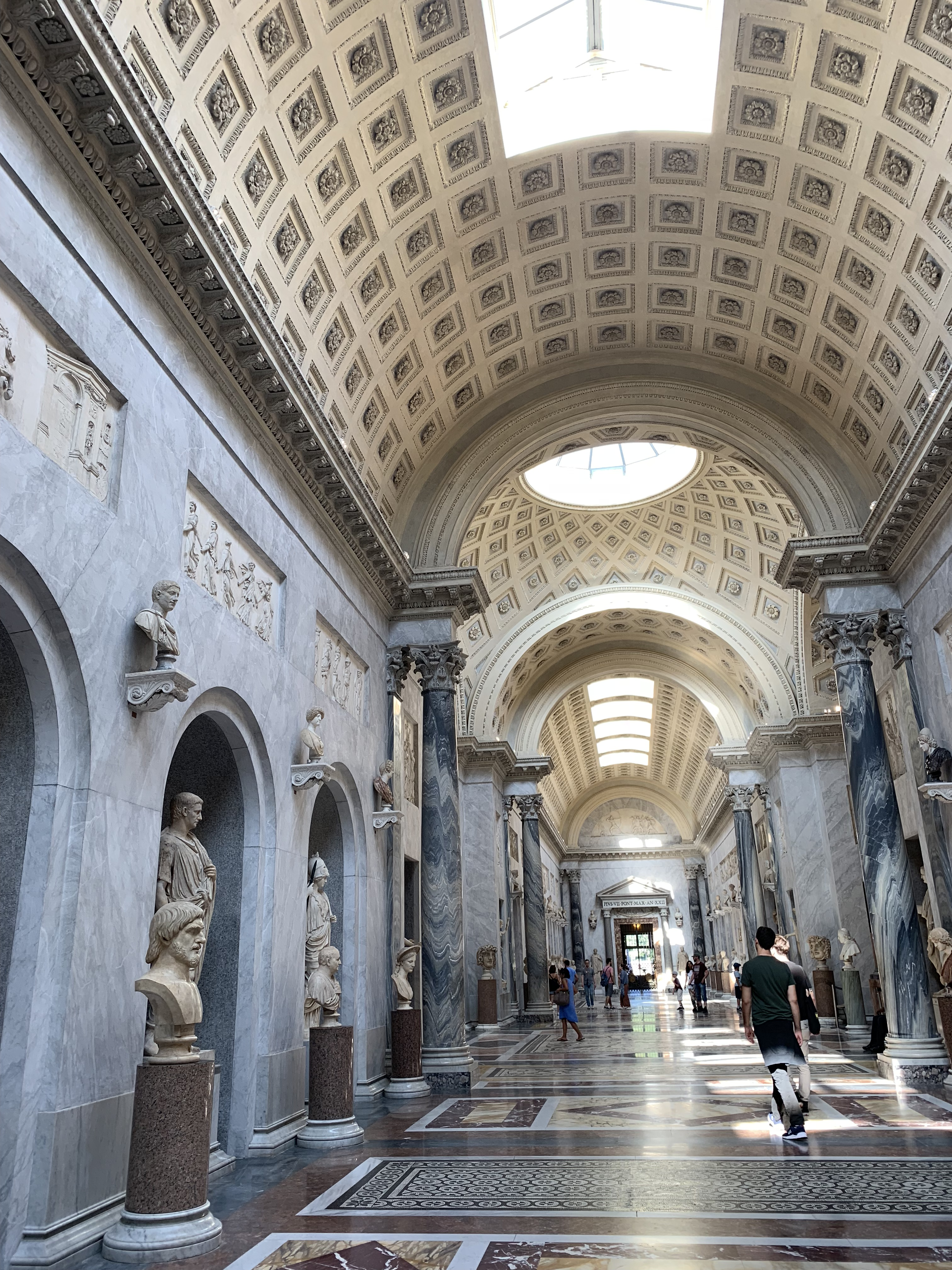
Wnętrze Braccio Nuovo

### Galleria Lapidaria
Kolekcja epigraficzna obejmująca napisy w kamieniu ze zbiorów Muzeów Watykańskich od 1808 roku eksponowana jest w południowej loggii łączącej Palazzetto di Belvedere z Pałacem Apostolskim. Galeria nazywana była Ambulacrum Iulianum, co było nawiązaniem do osoby papieża Juliusza II. Loggię zaprojektował Donato Bramante.
Usystematyzowane gromadzenie i prezentowanie kolekcji rozpoczęto za Klemensa XIV (pontyfikat 1769–1774). Kolekcję wzbogacono zakupami za Piusa VI i Piusa VII. Część artefaktów pochodzi też z darów prywatnych od włoskich kolekcjonerów. Uporządkowaniem kolekcji zajął się epigrafik Luigi Gaetano Marini, od 1800 roku kustosz Biblioteki Watykańskiej. Zbiory to inskrypcje wyryte w kamieniu na: cokołach, ołtarzach, sarkofagach i płytach nagrobnych pochodzących z I w. p.n.e. do VI w. n.e. Część zbiorów wyposażona jest w didaskalia w języku łacińskim przygotowane przez Mariniego.

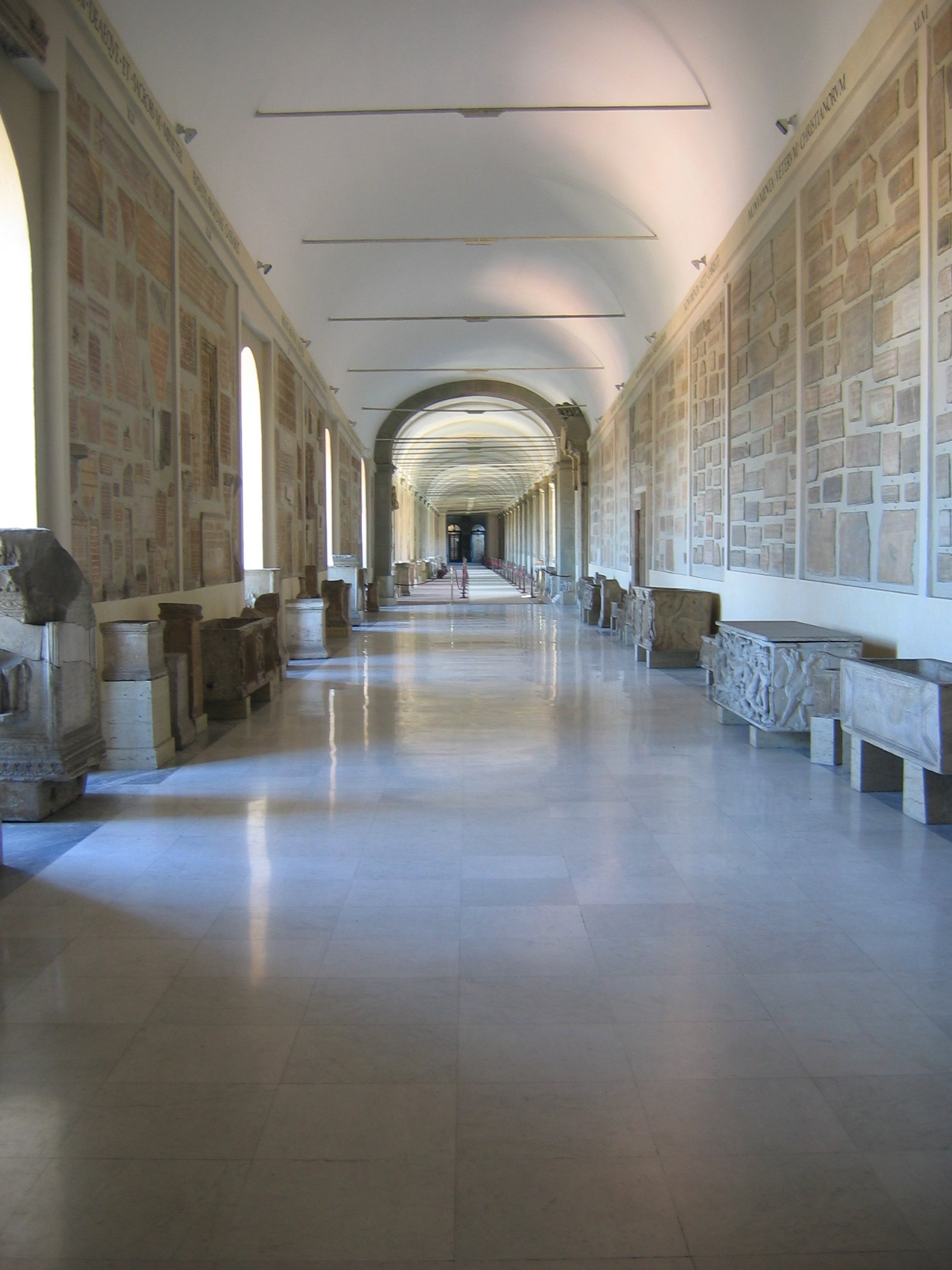
Galleria Lapidaria
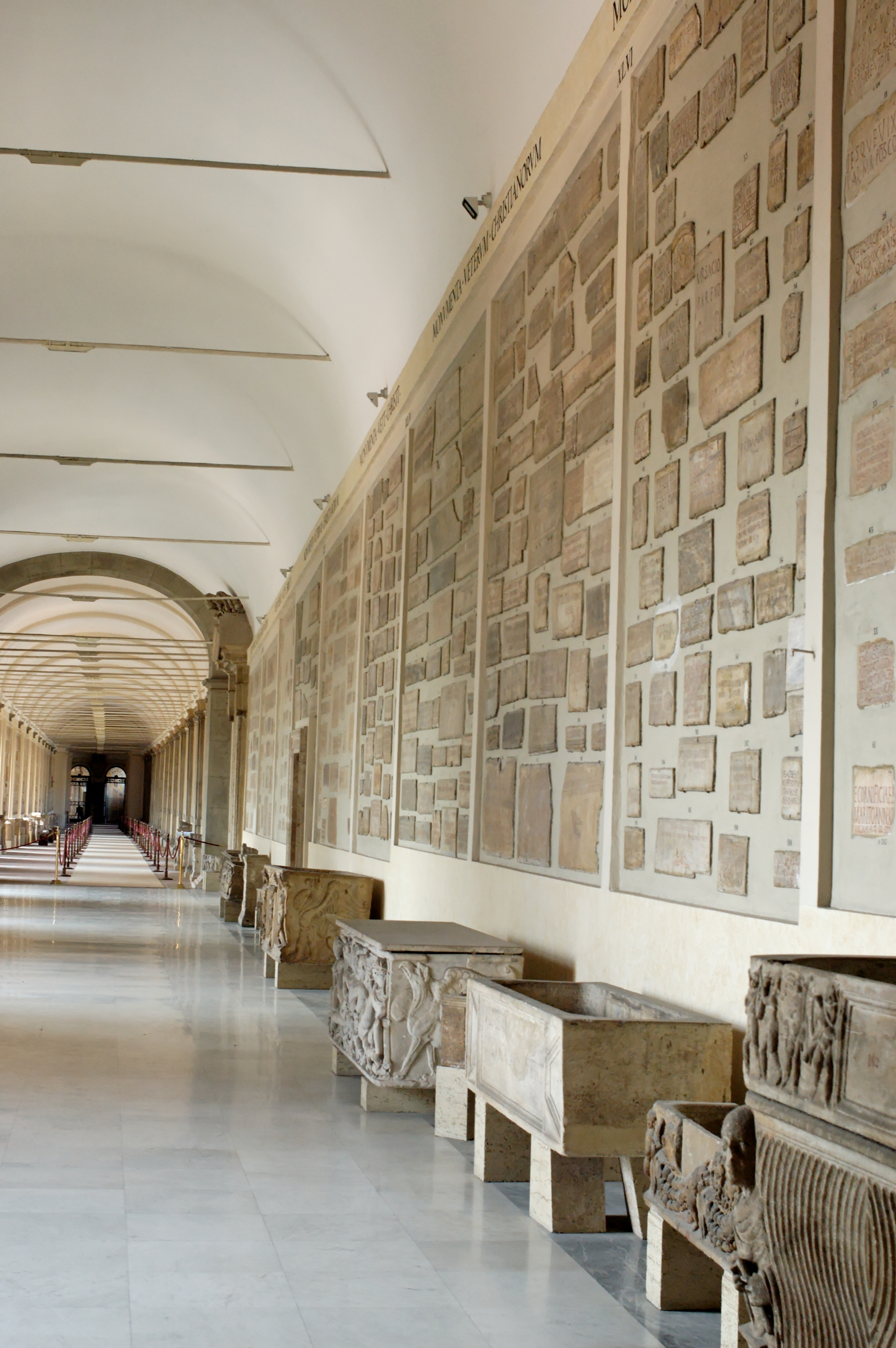
Galleria Lapidaria

## Kolekcja

### Zbiory w Museo Chiaramonti
Ekspozycja podzielona jest na sekcje (wł. scomparti) oznaczone cyframi rzymskimi. Na ekspozycji prezentowane są, m.in.:
| - (I) Sarkofag Caiusa Iuniusa Euhodusa, 161–170, z mitem o Alkestis i Admecie na reliefie - (II) Głowa hermy Hefajstosa, 1. poł. II w. - (II) Głowa Hery w diademie - (III) Popiersie portretowe Trajana - (III) Popiersie portretowe Hadriana, II w. - (III) Popiersie portretowe Augusta - (III) Popiersie portretowe Antoninusa Piusa - (IV) Higieja - (IV) Statuetka Asklepiosa, II w. - (V) Posąg Antoninusa Piusa - (VI) Popiersie Serapisa w modiusie - (VI) Popiersie Peryklesa w hełmie korynckim - (VI) Popiersie filozofa greckiego, I w. - (VI) Sarkofag dziecięcy - (IX) Herkules z Telefosem, II w. - (X) Ollarium rodziny Publiusa Noniusa Zethusa, I w. - (XII) Fragment sarkofagu ze sceną mielenia, 225–250 - (XIII) Dionizos z satyrem i panterą, II w. - (XIII) Hermes w petasosie | - (XIII) Ganimedes z orłem, II w. - (XIV) Mitra zabijający byka, relief - (XIV) Podwójna herma z głowami sylenów, I w. - (XIV) Herma Dionizosa, I w. - (XVI) Diana, II w. - (XVI) Głowa Ateny Partenos - (XVII) Sylen z panterą, II w. - (XVII) Atena, II w. - (XIX) Marius, I w. p.n.e. - (XXI) Eros z łukiem, I–II w. - (XXXI) Trzy Gracje, relief - (XXXII) Posąg Daka, I–II w. - (XXXV) Okryta głowa męska, I w. p.n.e. - (XXXVI) Odpoczywający atleta, I w. p.n.e. - (XXXVII) Herkules z maczugą - (XL) Polihymnia - (XL) Artemida łowczyni - (LVIII) Zima (odrestaurowany posąg) - (LIX) Jesień (odrestaurowany posąg) |

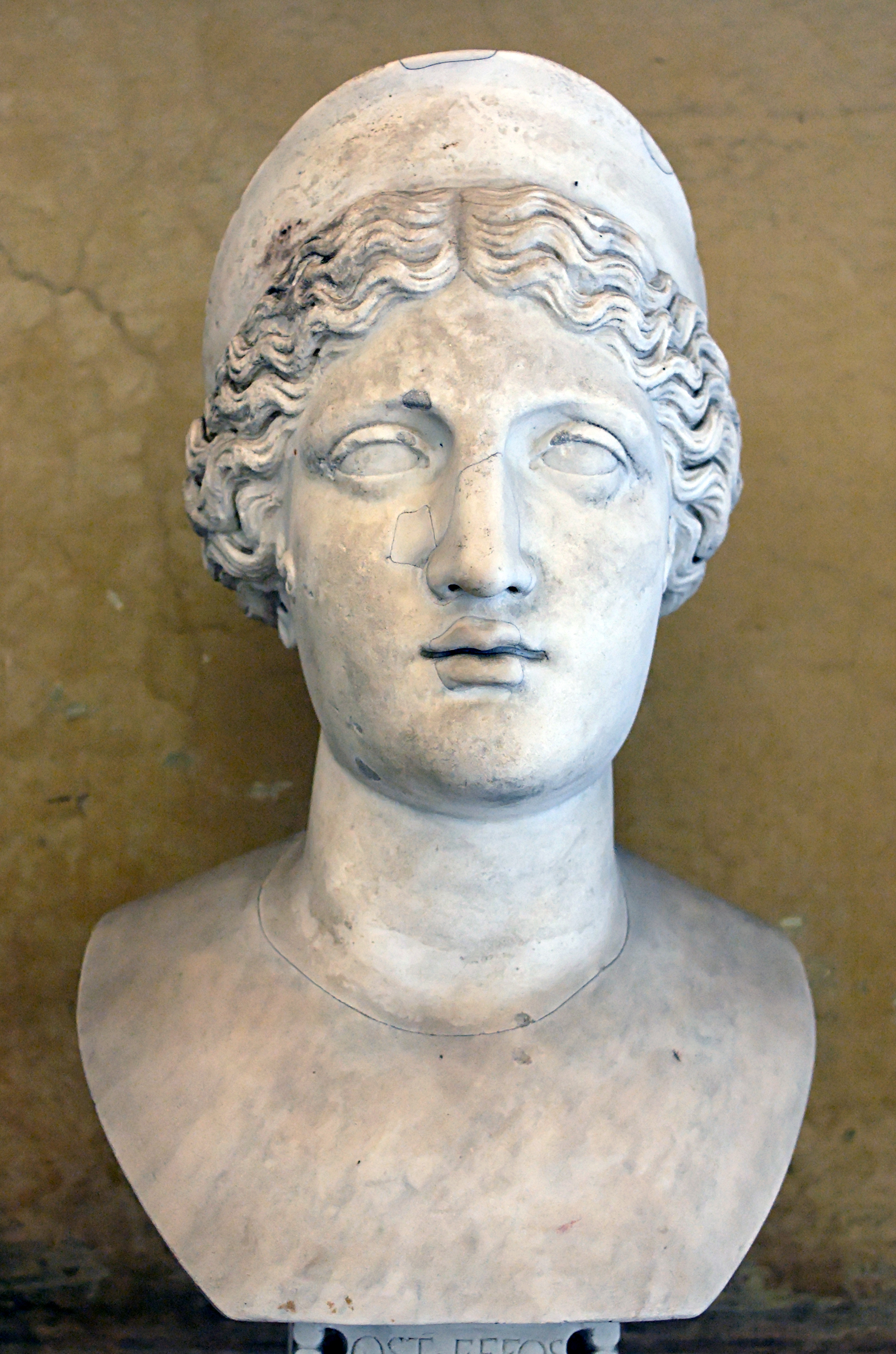
Głowa Hery w diademie
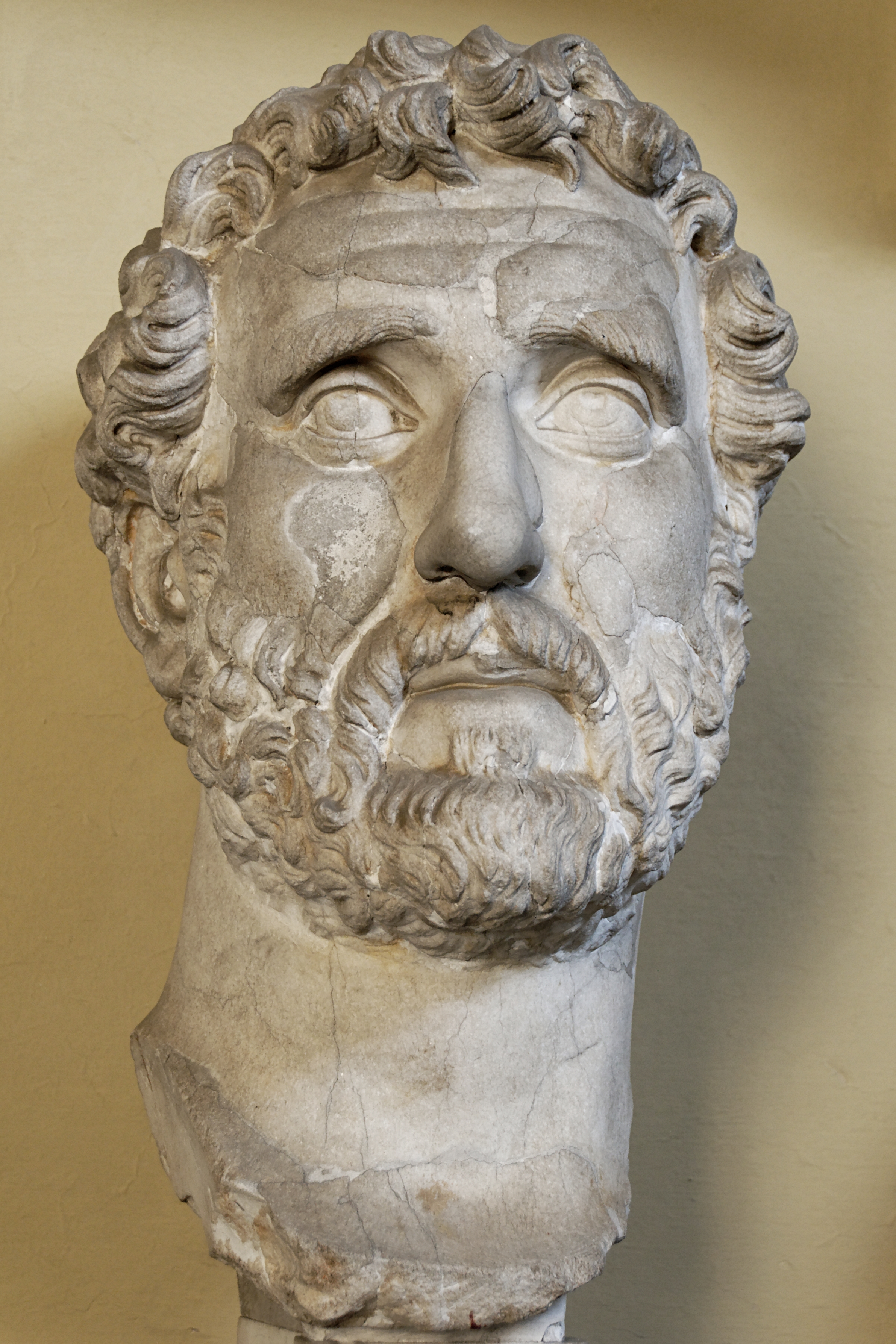
Popiersie portretowe Antoninusa Piusa
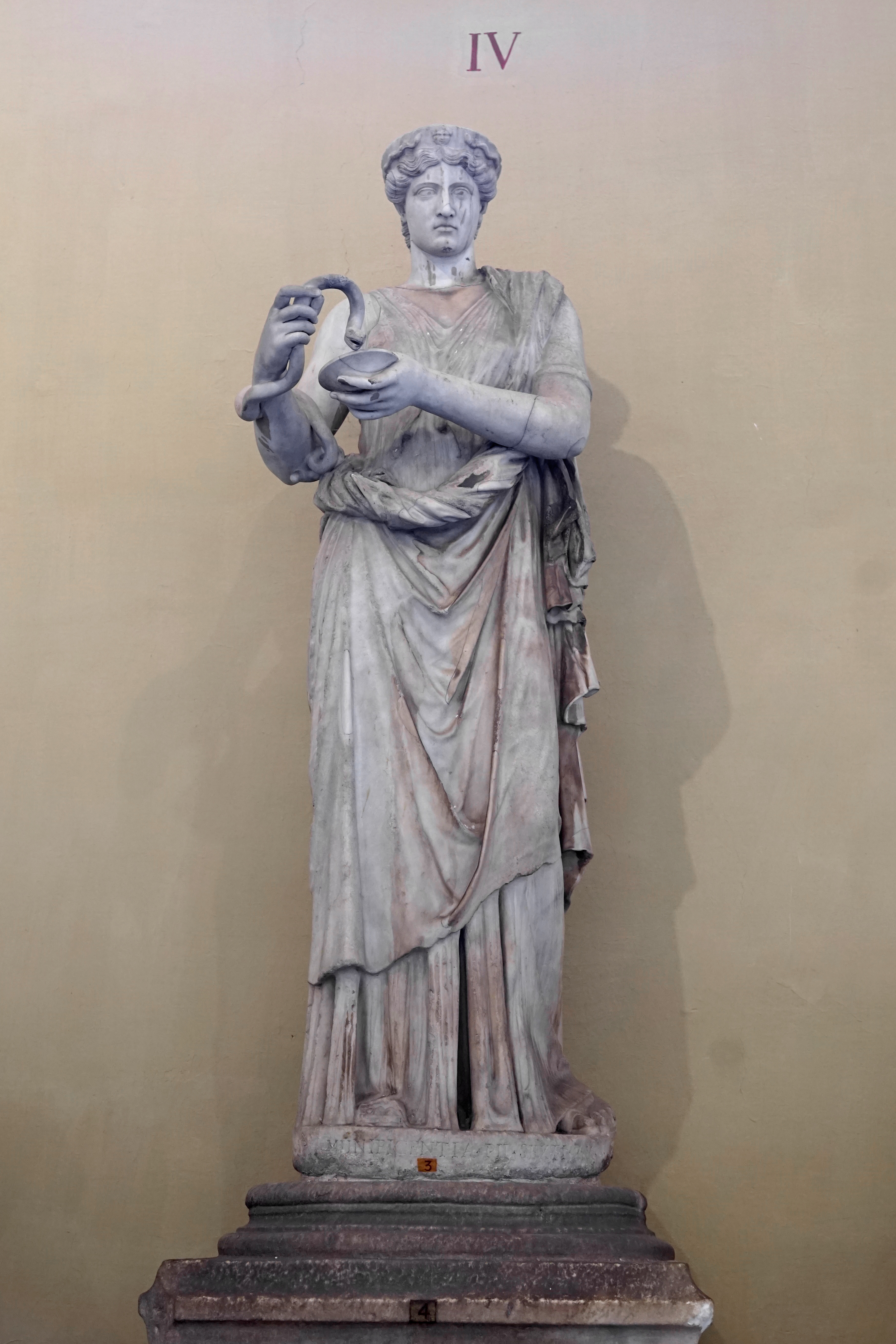
Higieja
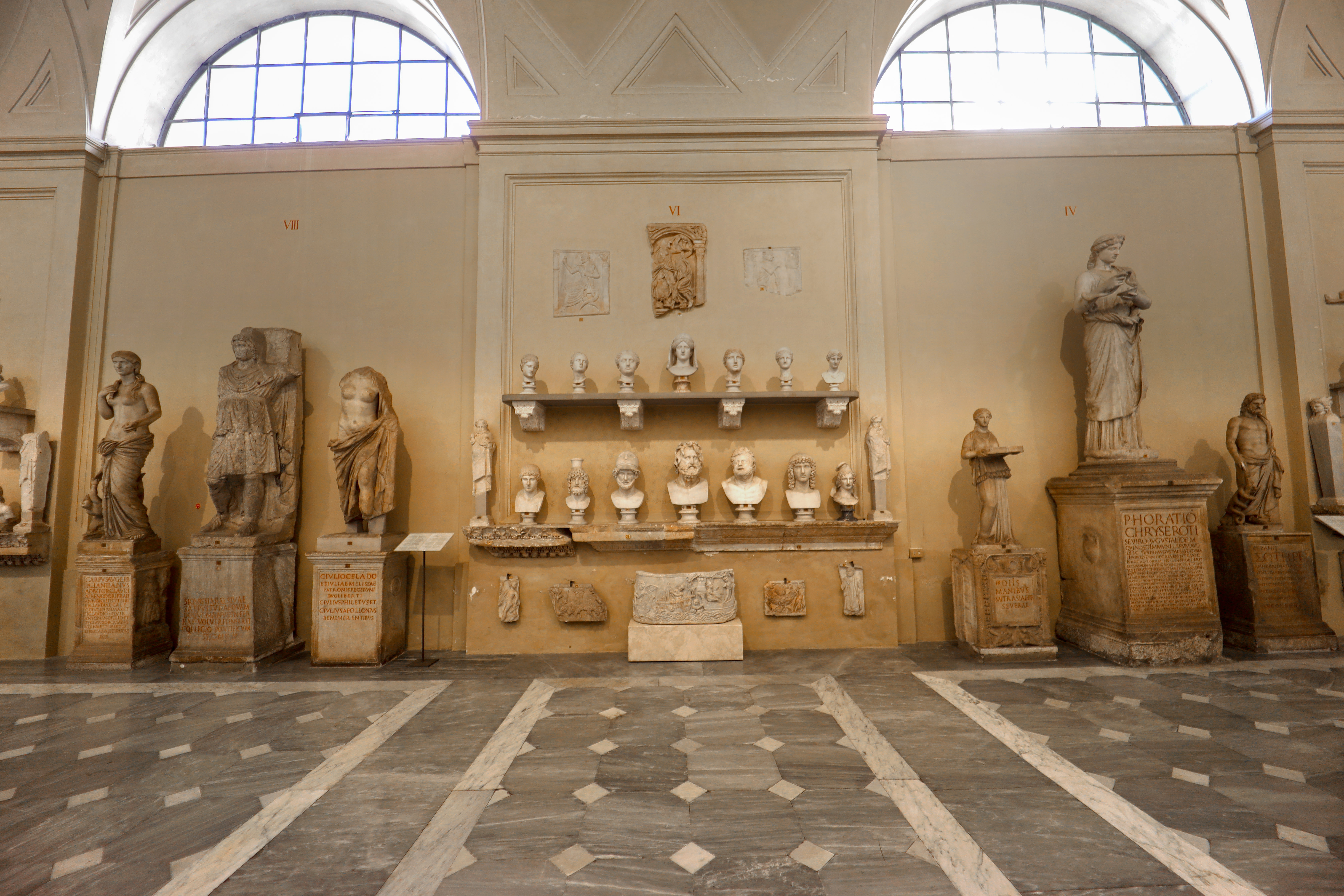
Fragment ekspozycji
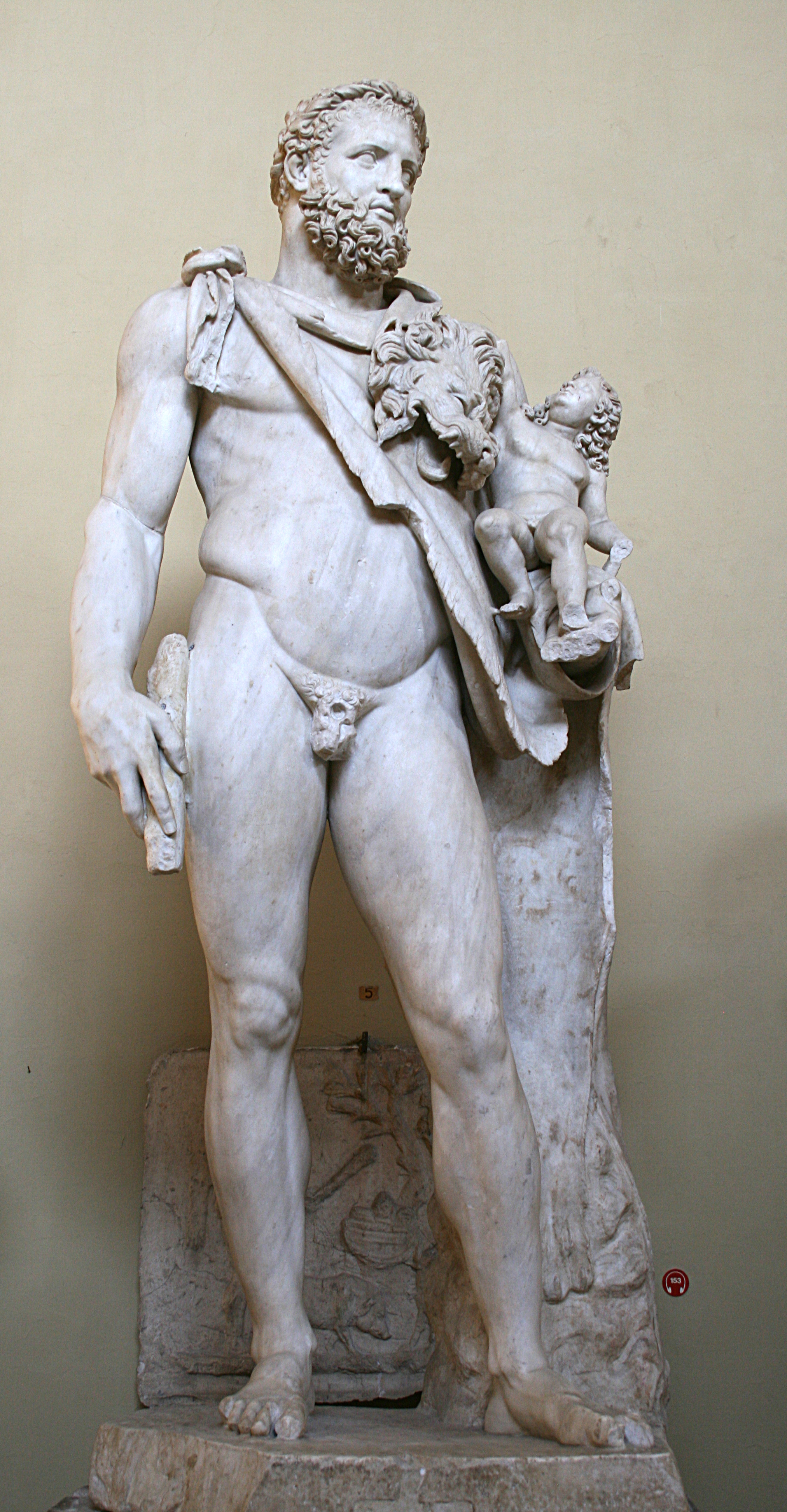
Herkules z Telefosem, II w.
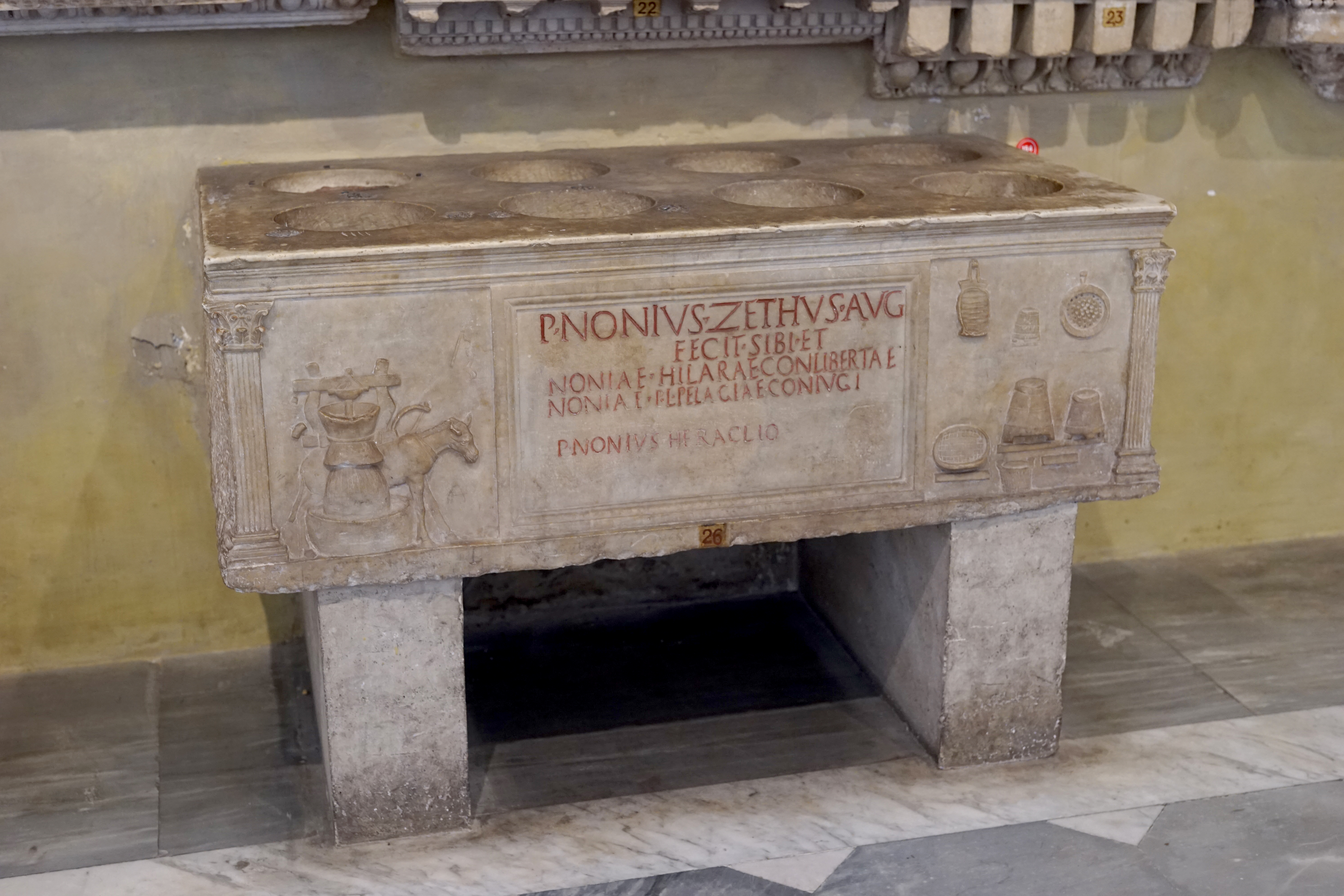
Ollarium rodziny Publiusa Noniusa Zethusa, I w.
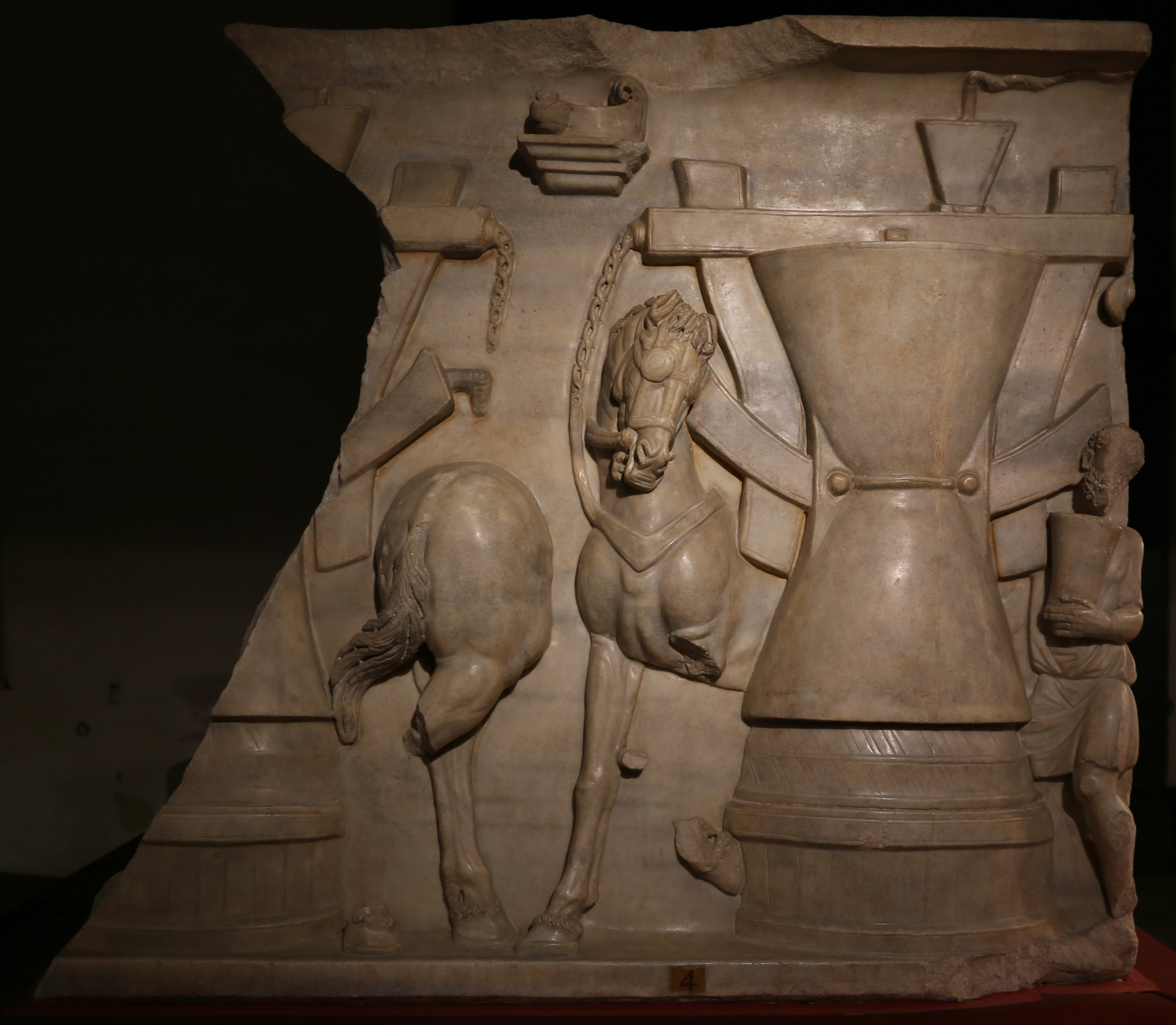
Fragment sarkofagu ze sceną mielenia, 225–250
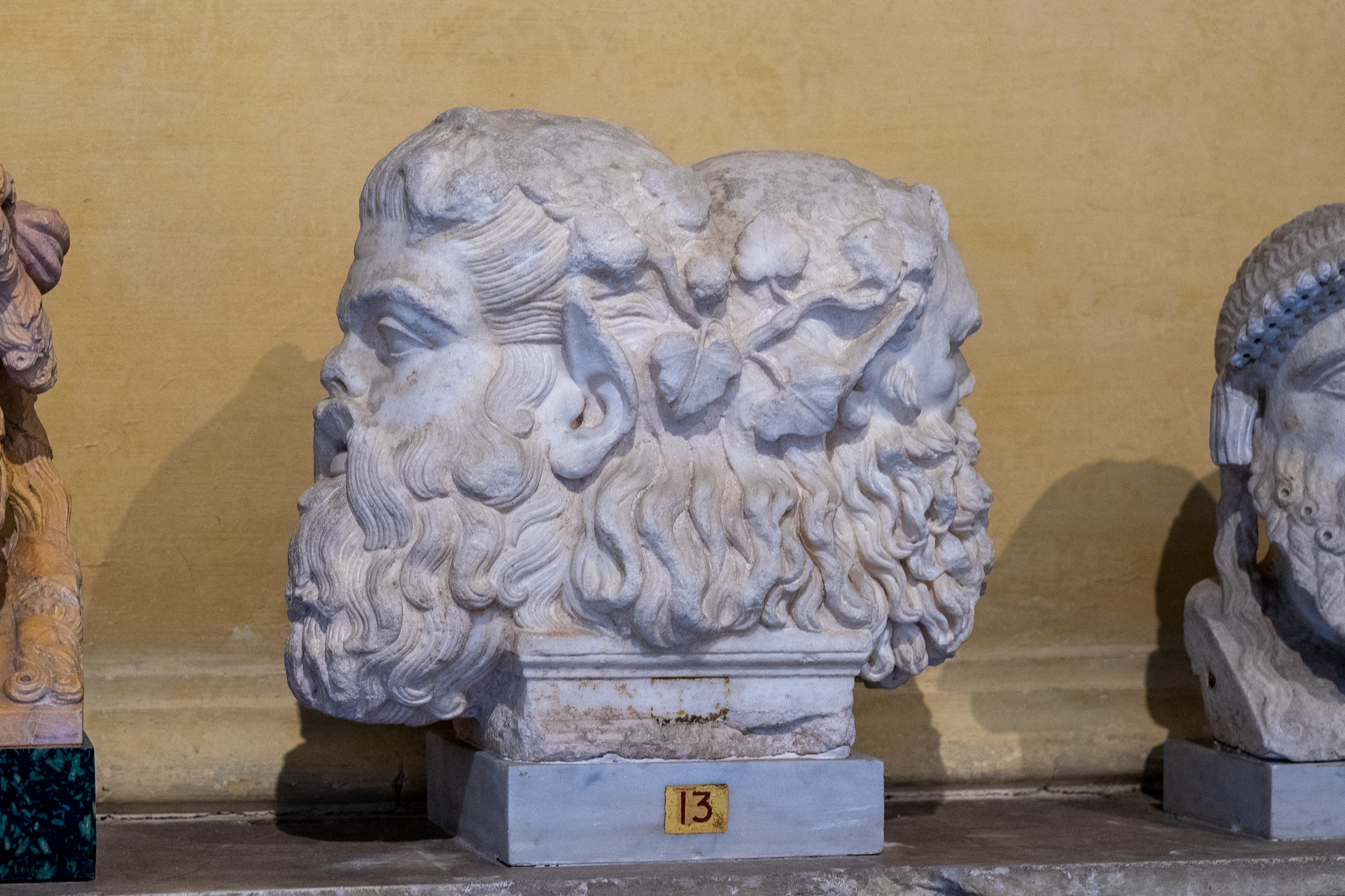
Podwójna herma z głowami sylenów, I w.
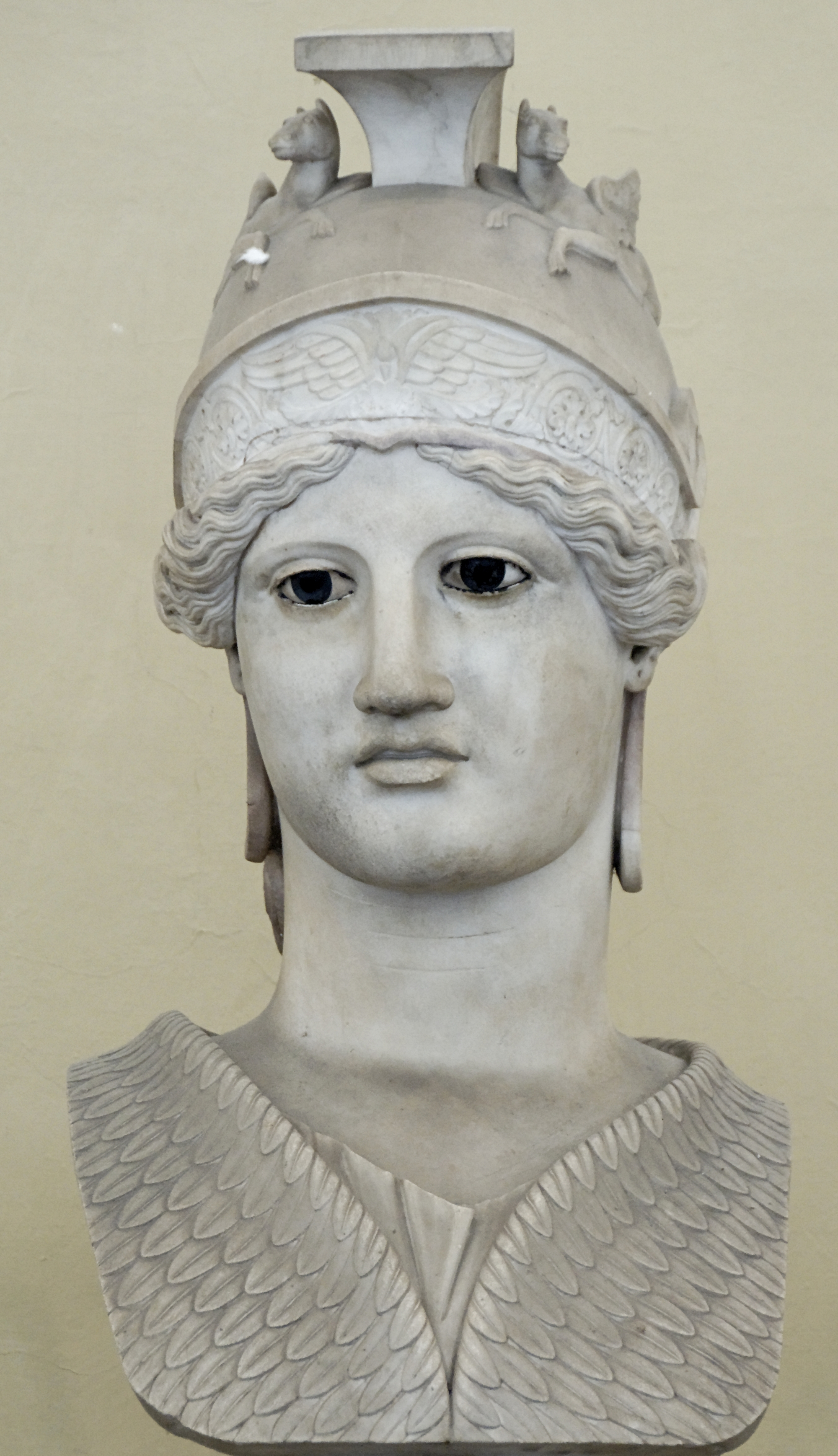
Głowa Ateny Partenos
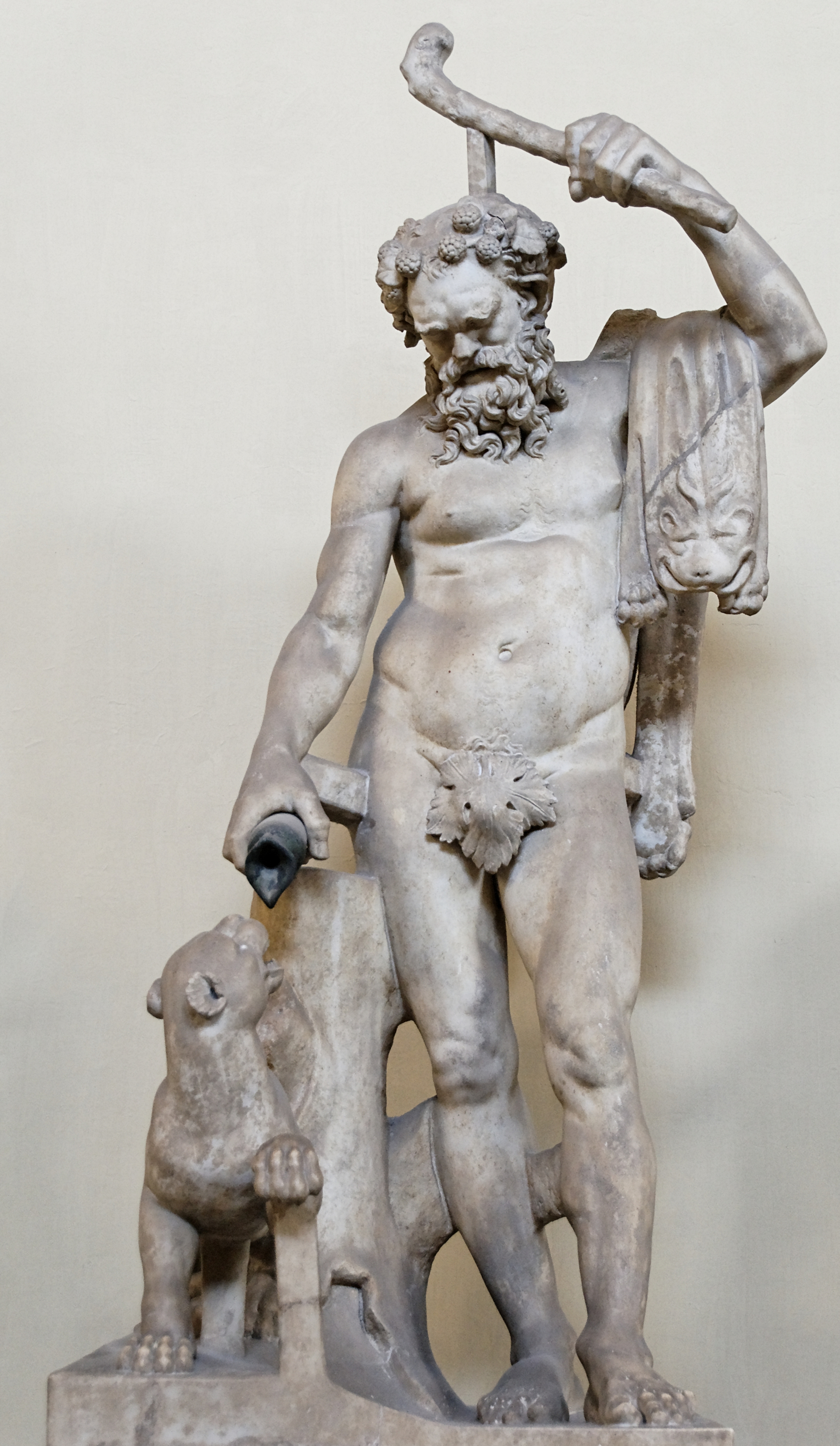
Sylen z panterą
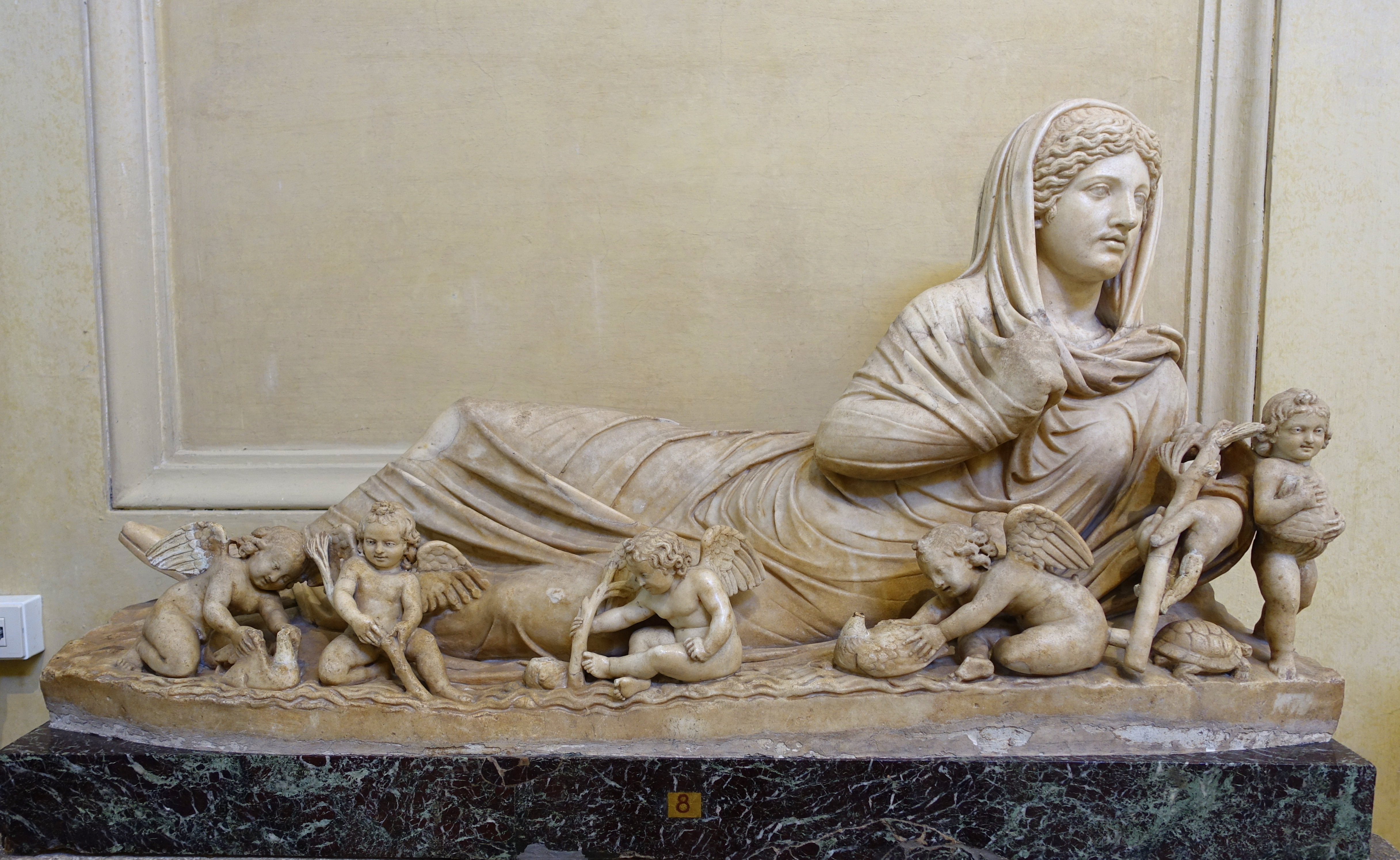
Zima
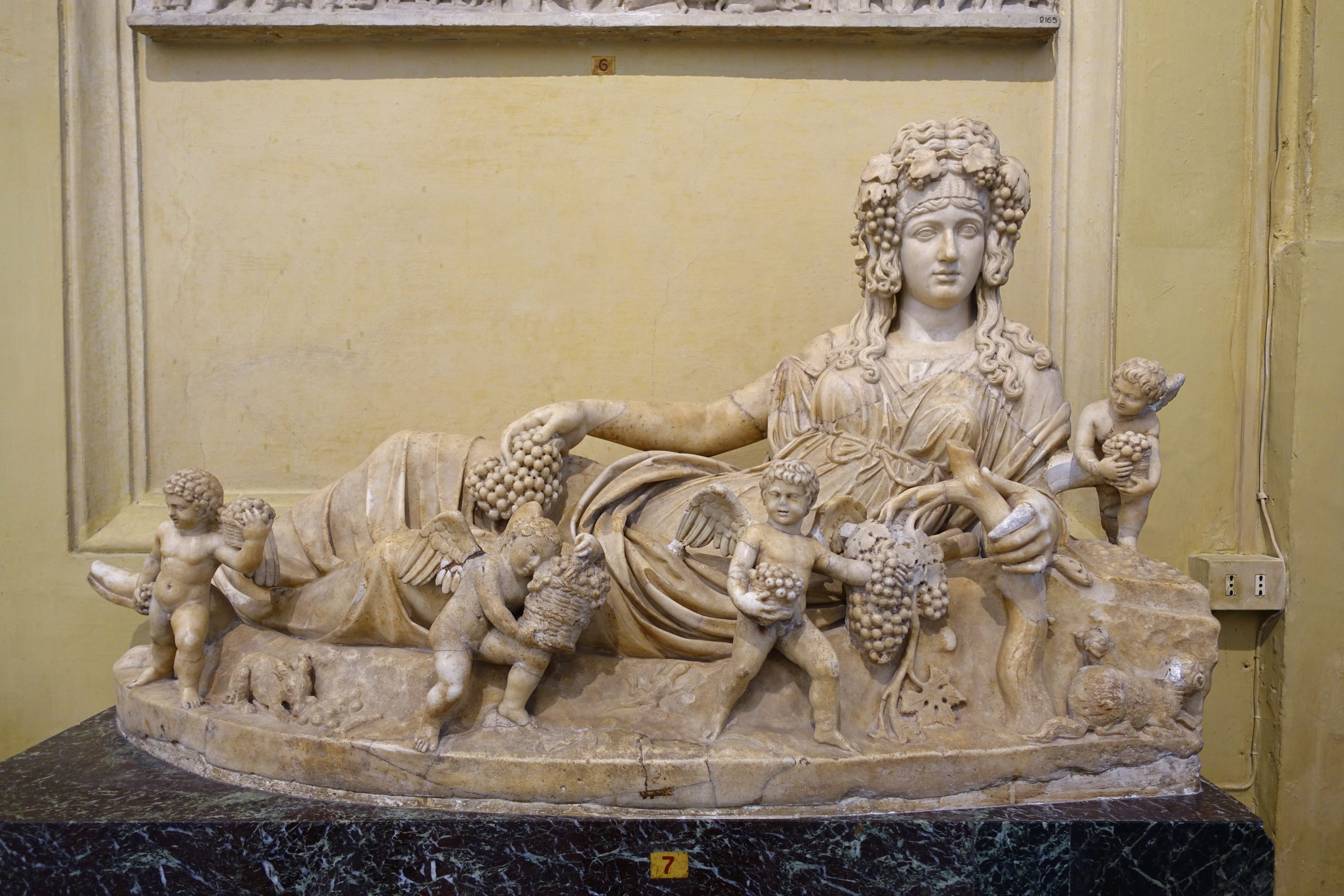
Jesień

### Zbiory w Braccio Nuovo
W Braccio Nuovo prezentowane są posągi oraz popiersia portretowe na niskich kolumnach i półkach. Mozaika podłogowa przedstawiająca Ulissesa i syreny, pochodząca z willi rzymskiej z II wieku odkrytej w Tor Marancia. Na posadzce w półokrągłej sali mozaika z Dianą efeską. Oprócz figur antycznych eksponowane jest też popiersie portretowe papieża Piusa VII autorstwa Antoniego Canovy z 1820–1822 roku. Wykonane specjalnie dla Braccio Nuovo.
W ekspozycji, m.in.:
- Kariatyda attycka[s], I w. p.n.e.–I w. n.e.[9]
- Sylen z małym Dionizosem na ręku[t], I w.[10]
- Pudicitia Mattei[u], I w.[11]
- Głowa Dionizosa[v], I w. p.n.e.–I w. n.e.[12]
- Protom Meduzy[w], II w.[13]
- Pawie[x], 130–140[14]
- Nil[y], I w.[15]
- August z Prima Porta[z], po 20 roku p.n.e.[16][17]
- Posąg Doryfora[aa], 120–140[18]
- Atena Giustiniani[ab], II w.[19]
- Odpoczywający satyr[ac], I w.[20]

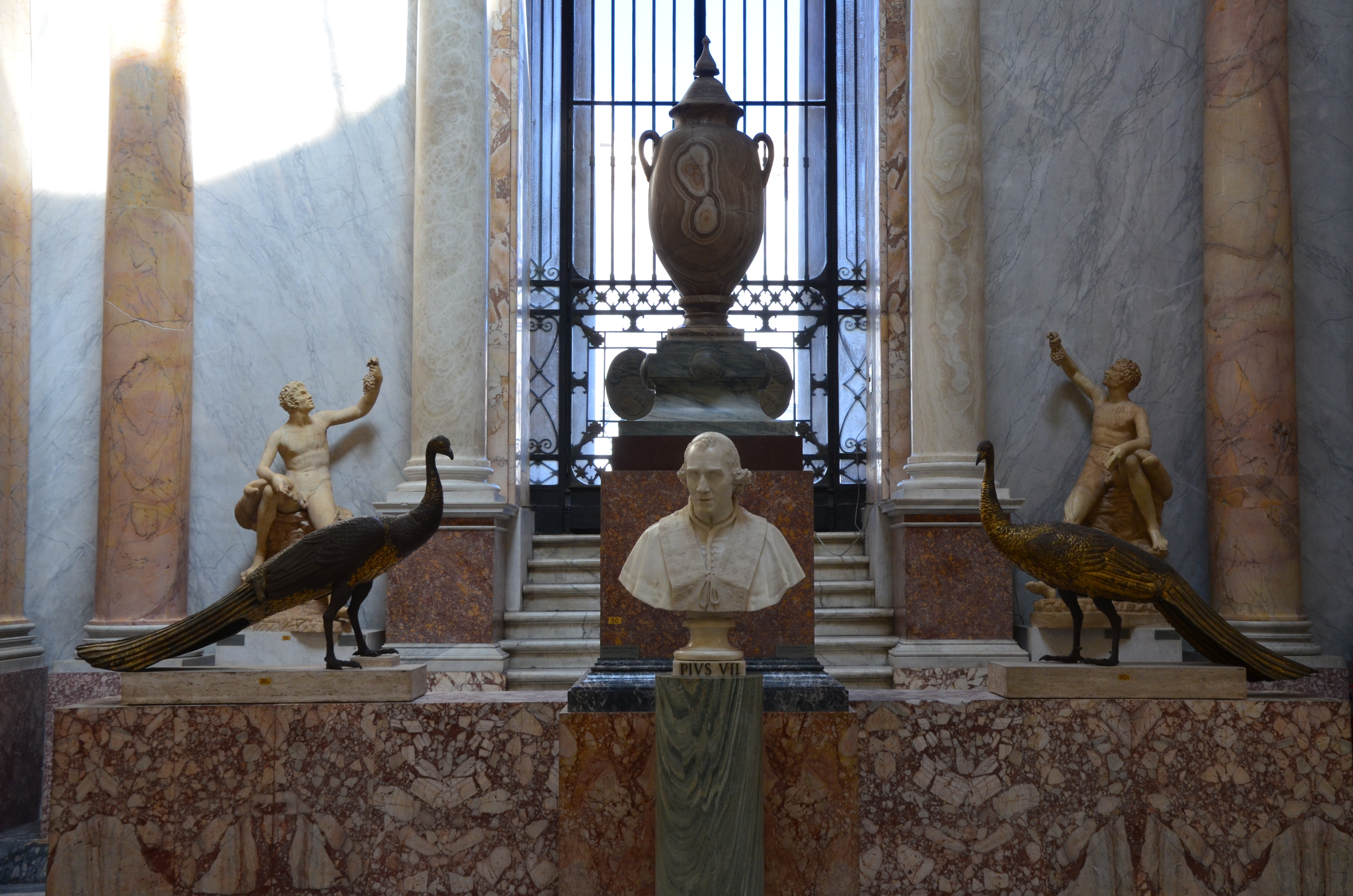
Fragment ekspozycji
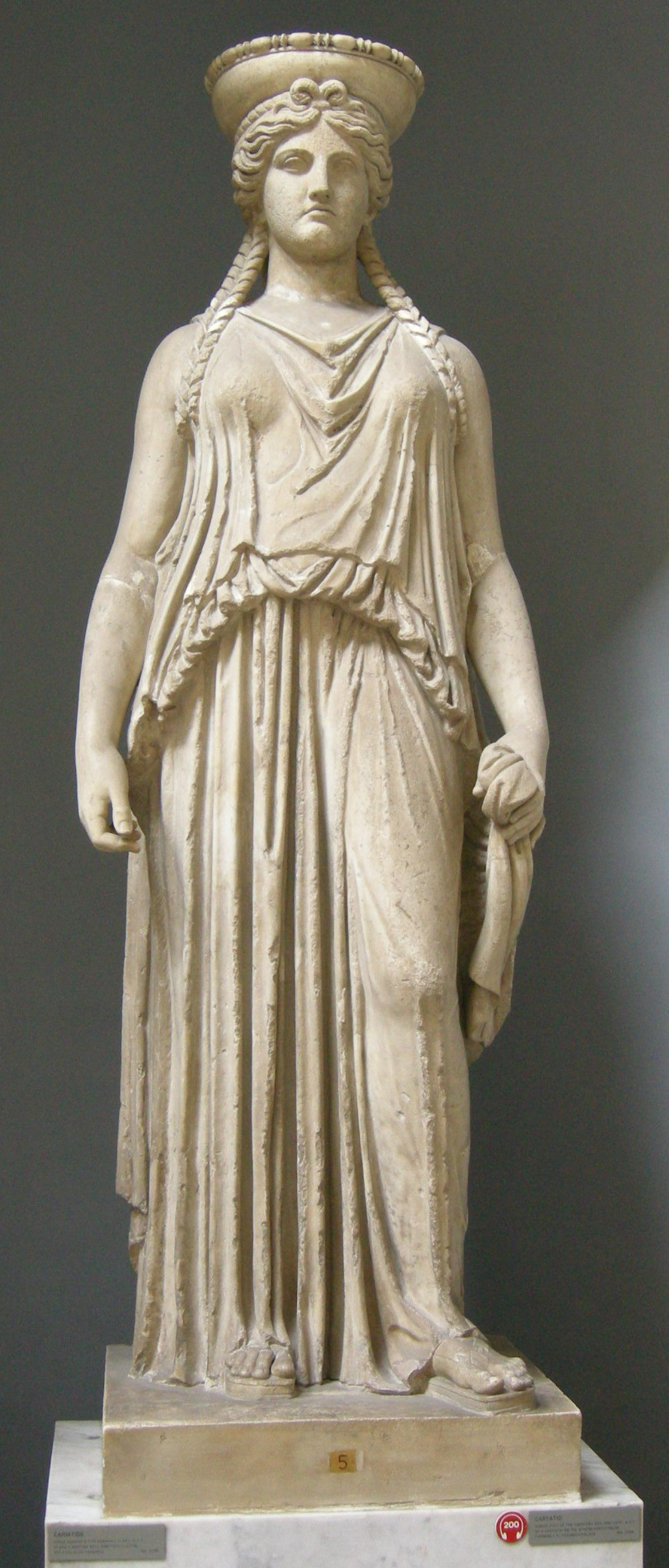
Kariatyda attycka
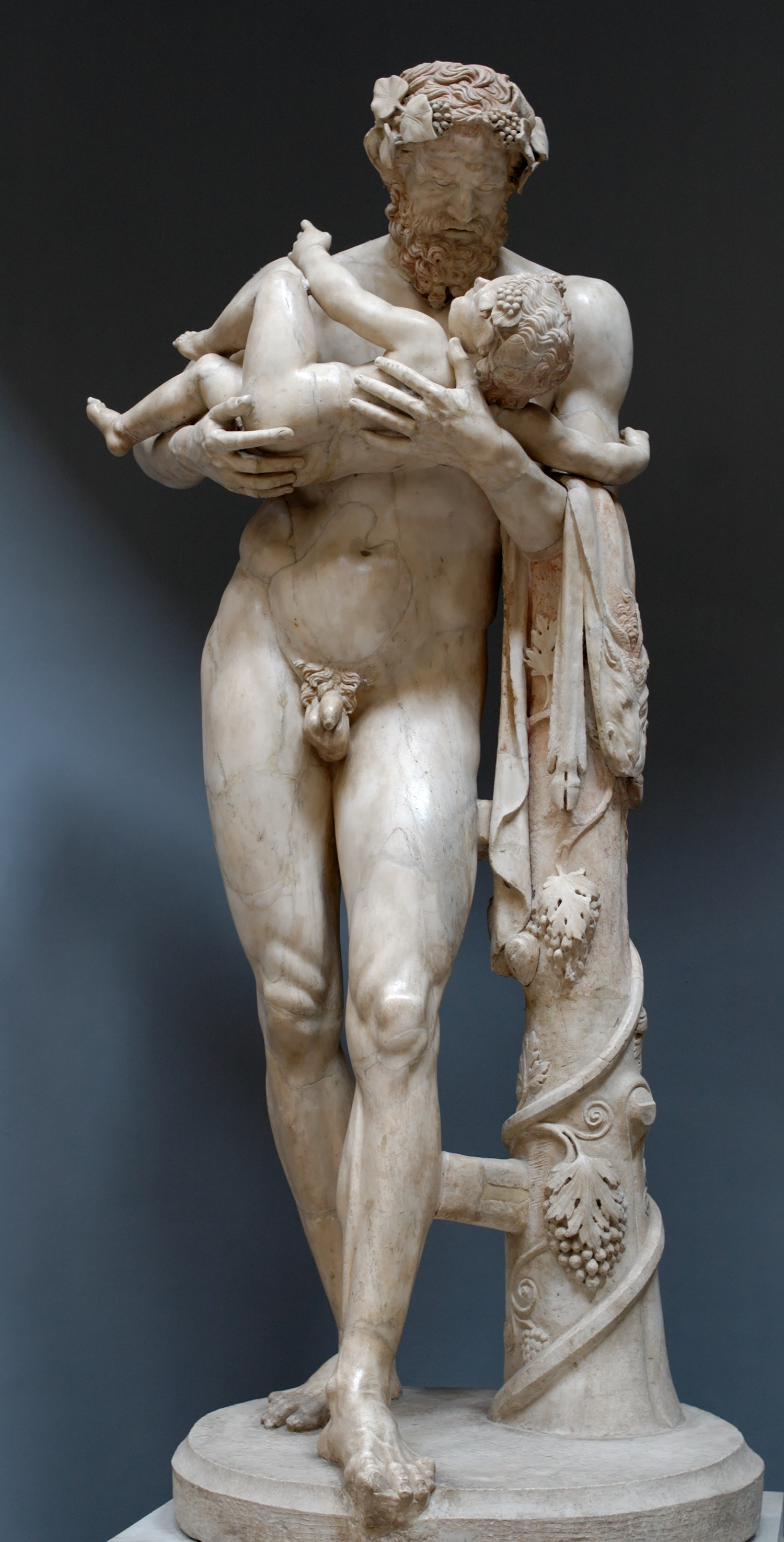
Sylen z małym Dionizosem
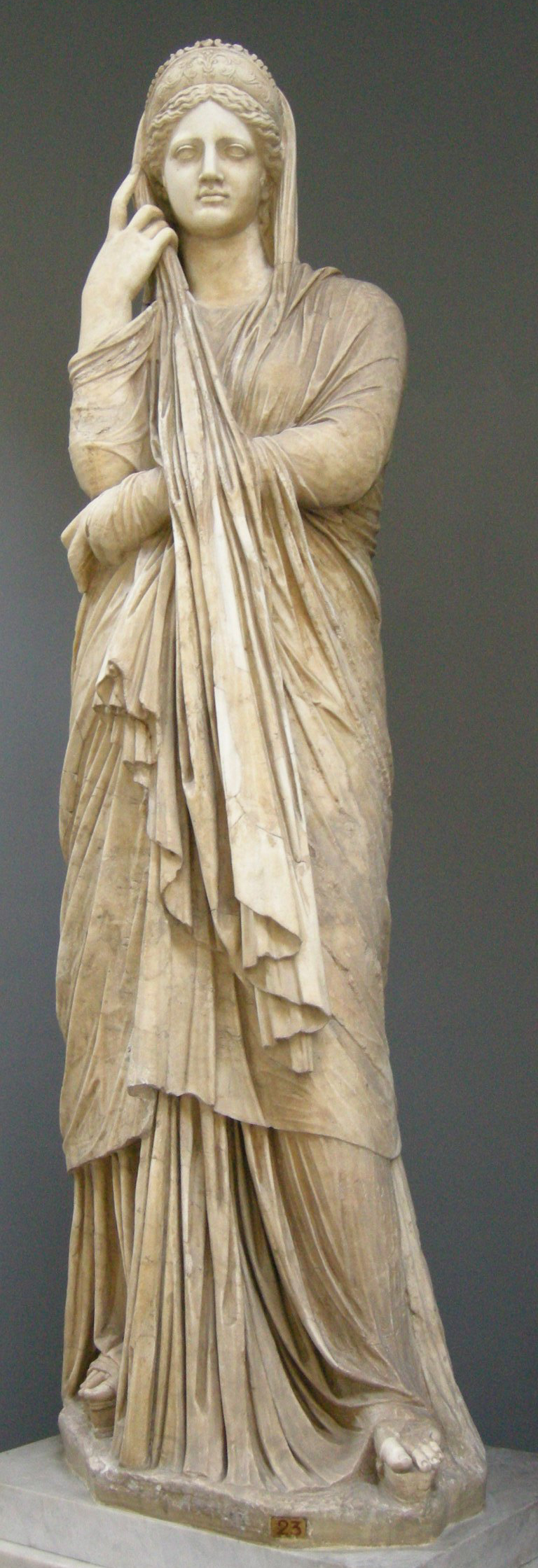
Pudicitia Mattei
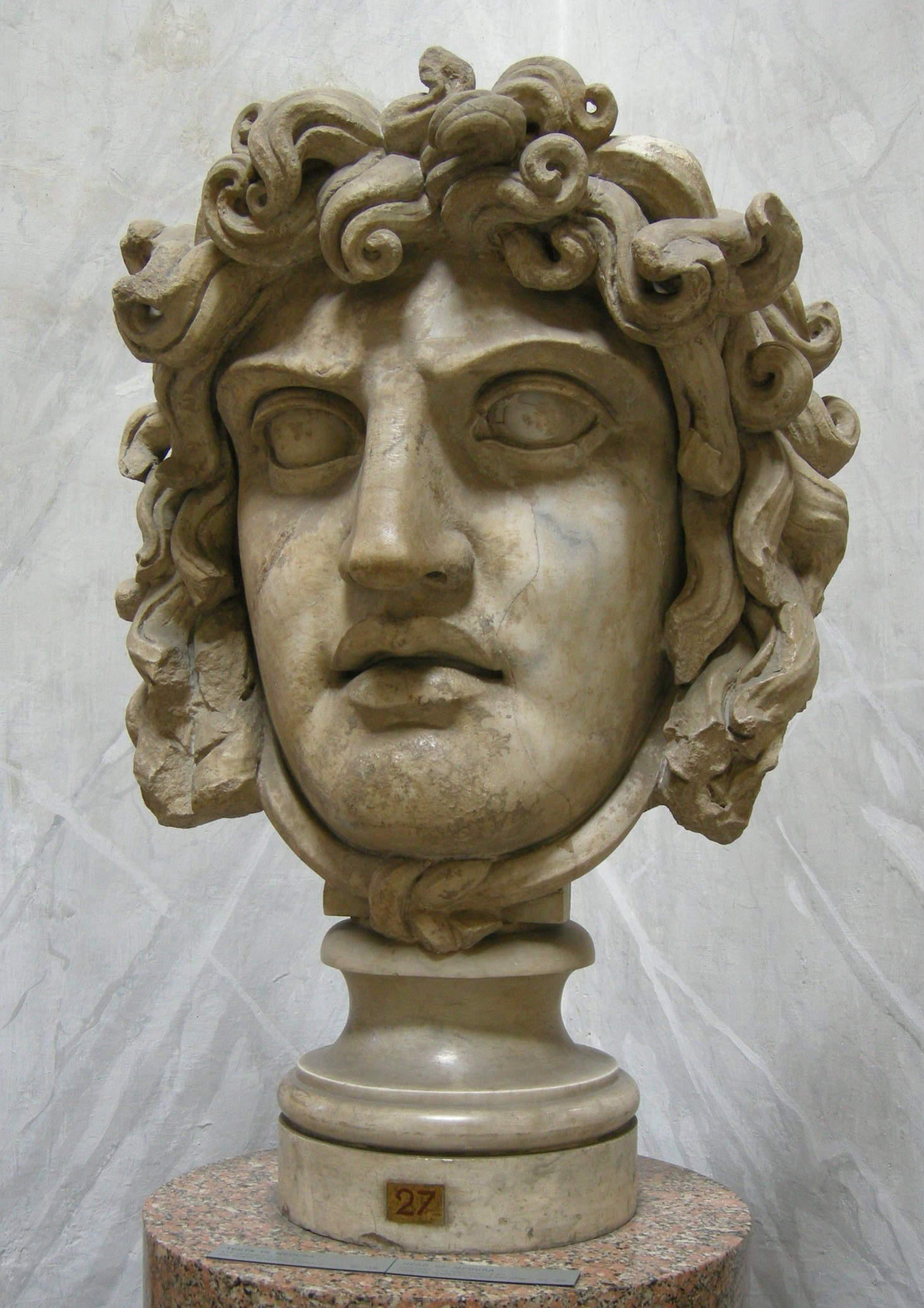
Protom Meduzy
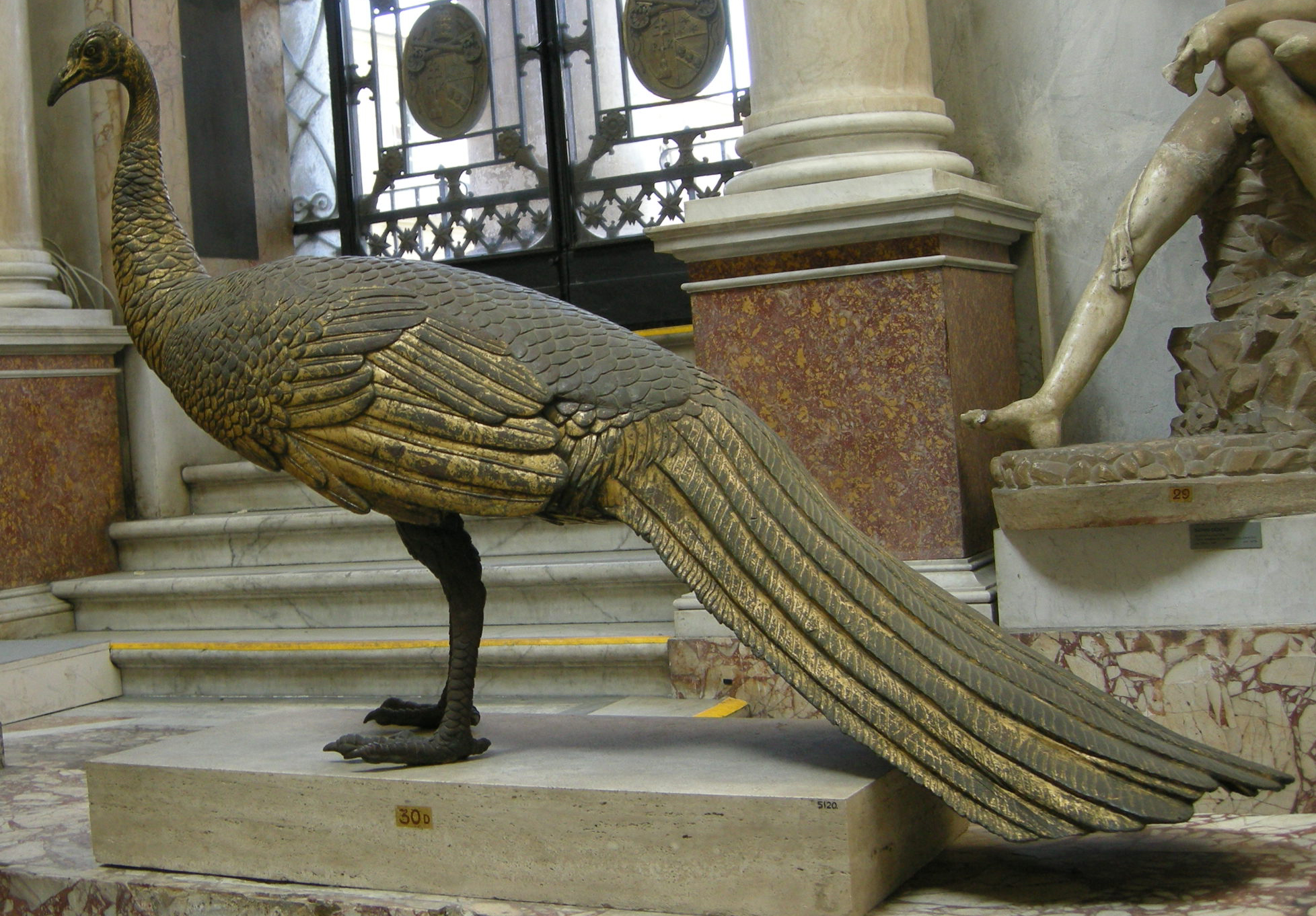
Paw
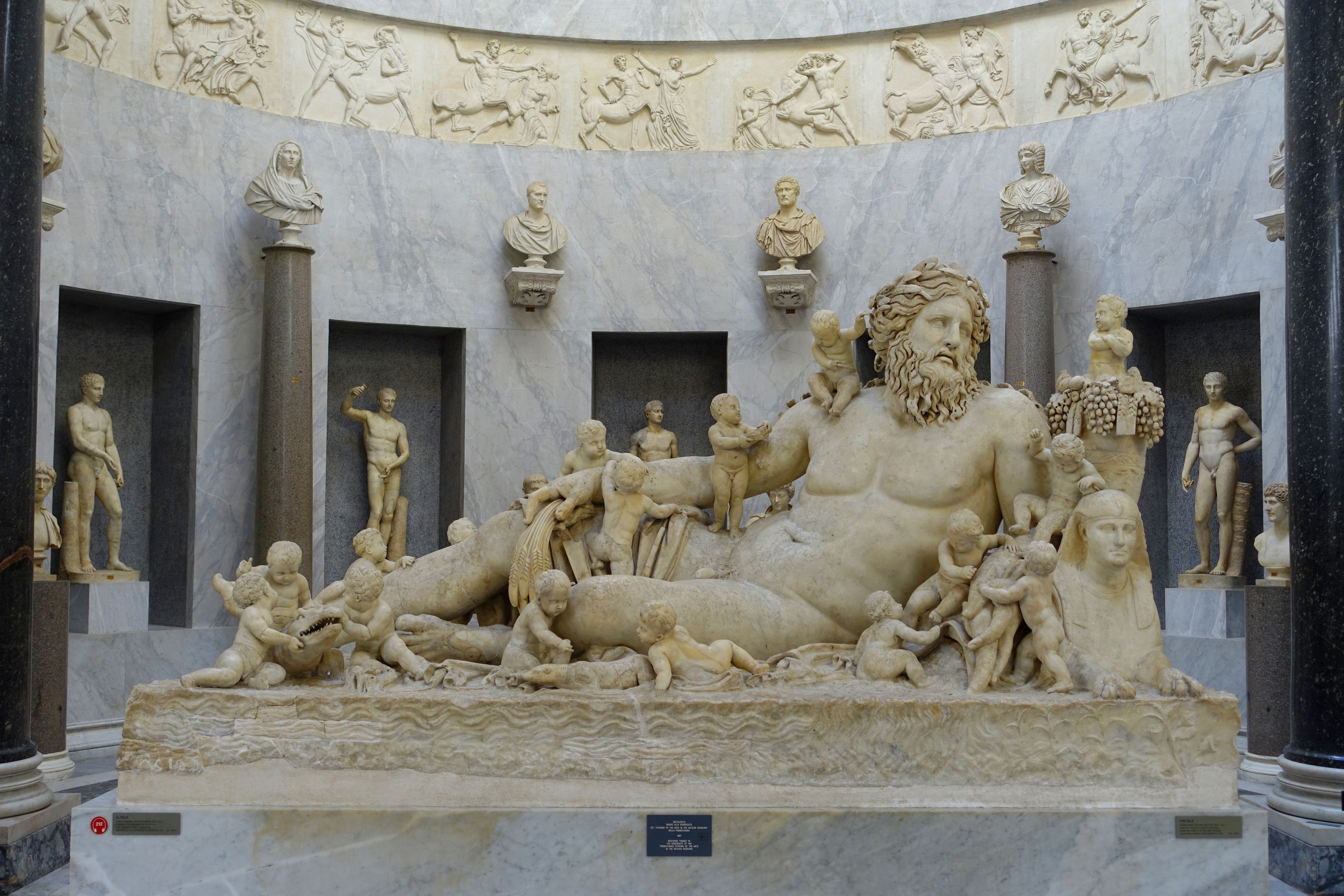
Nil
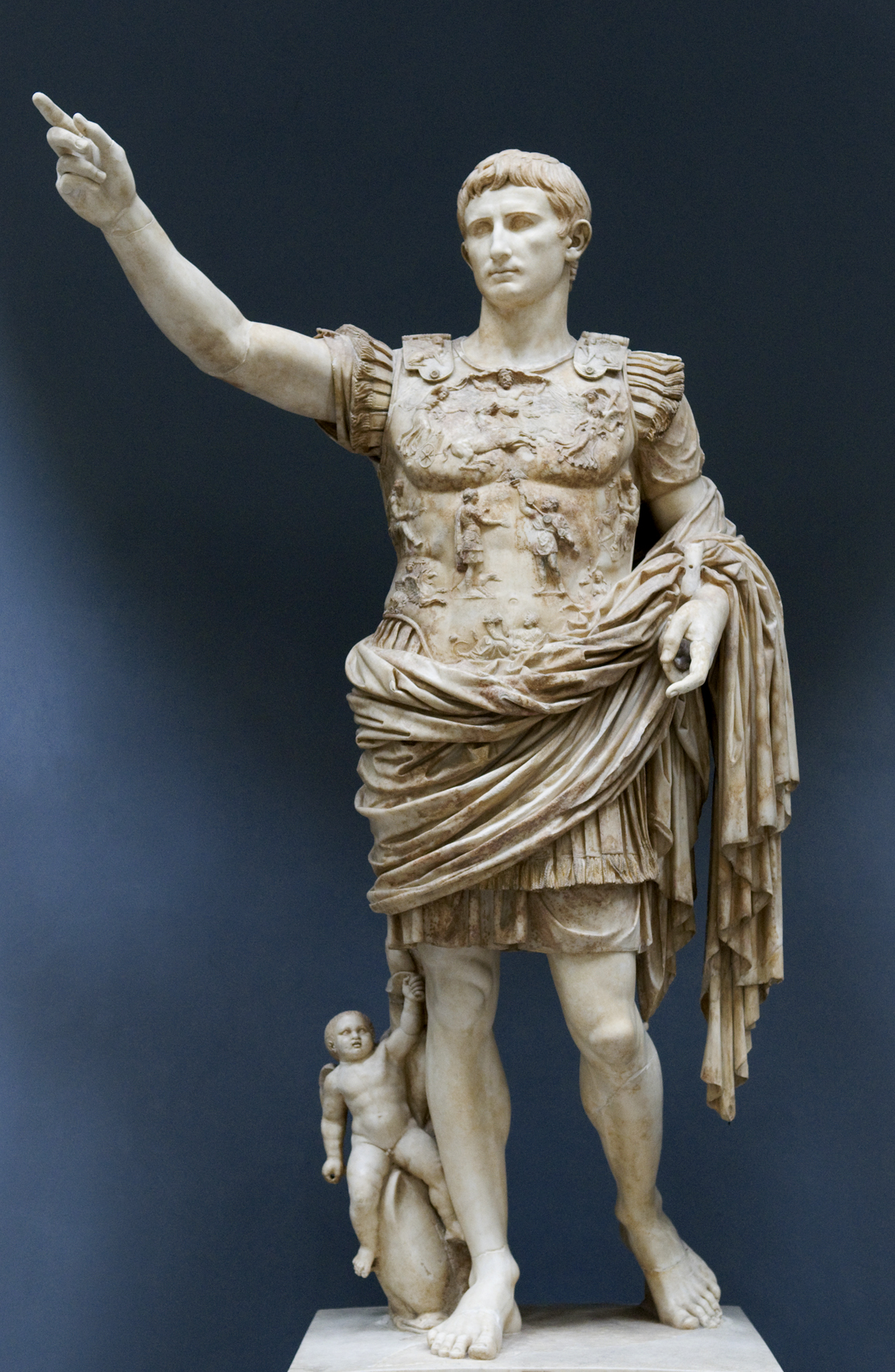
August z Prima Porta
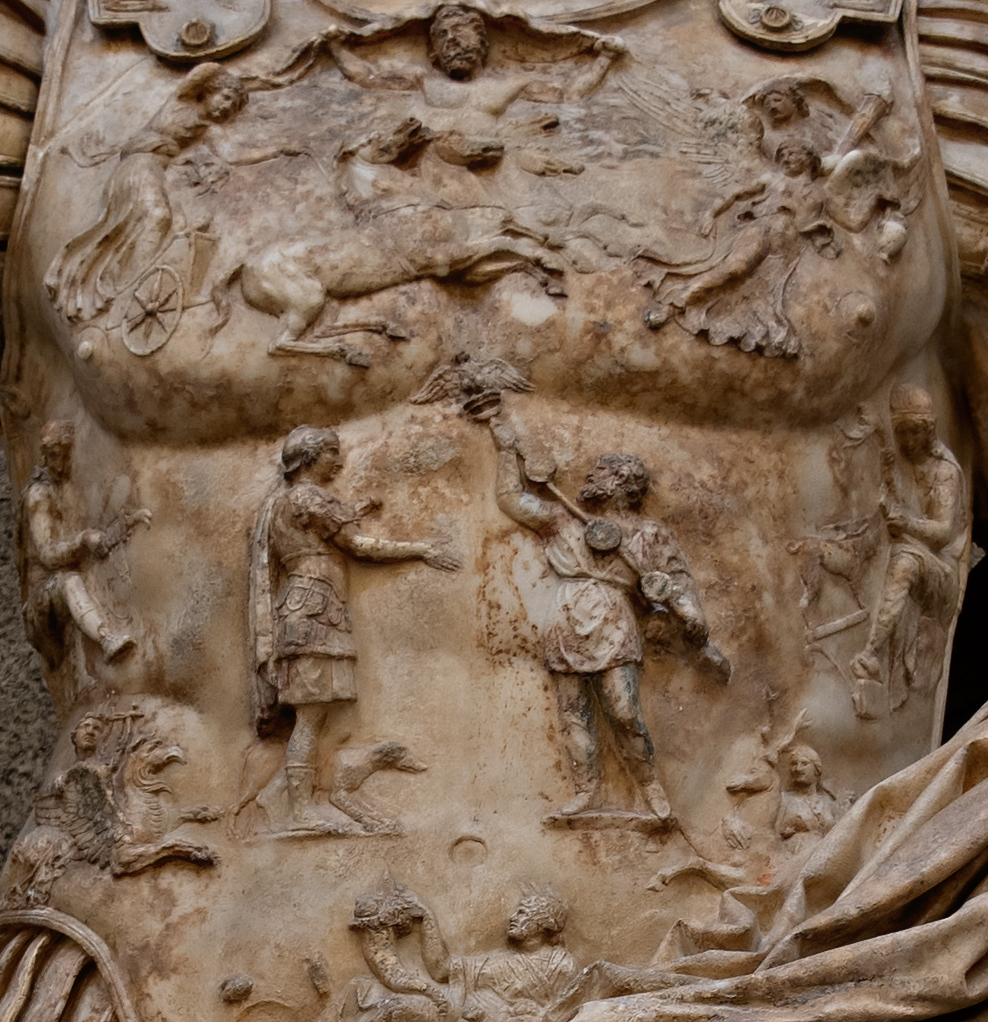
August z Prima Porta, fragment
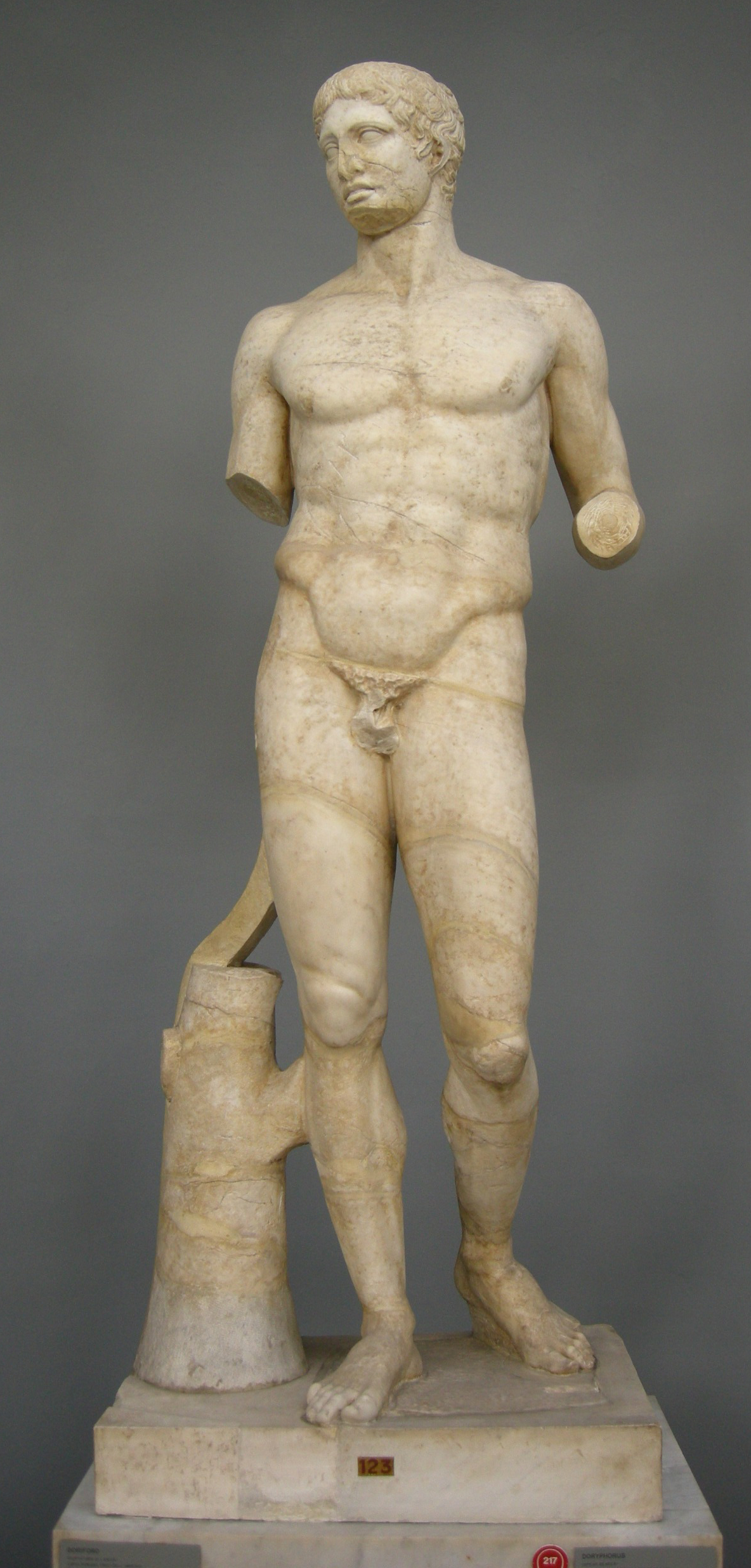
Posąg Doryfora
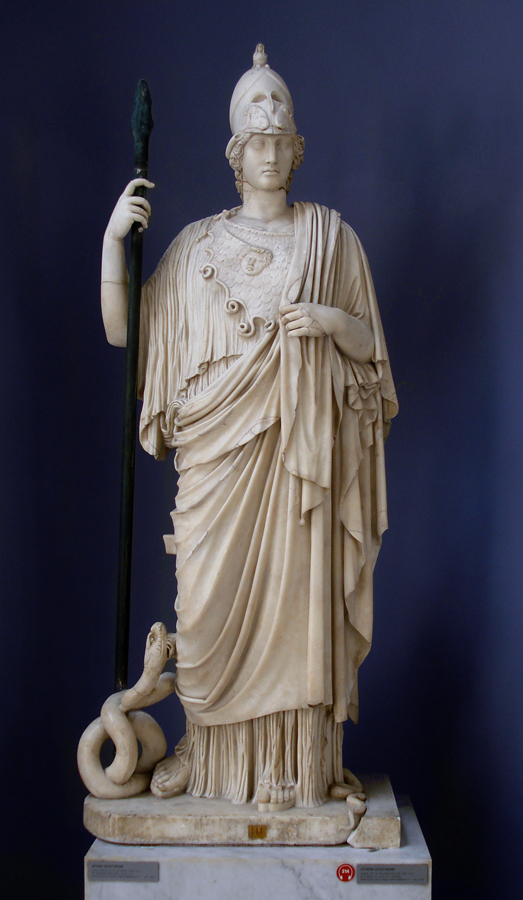
Atena Giustiniani
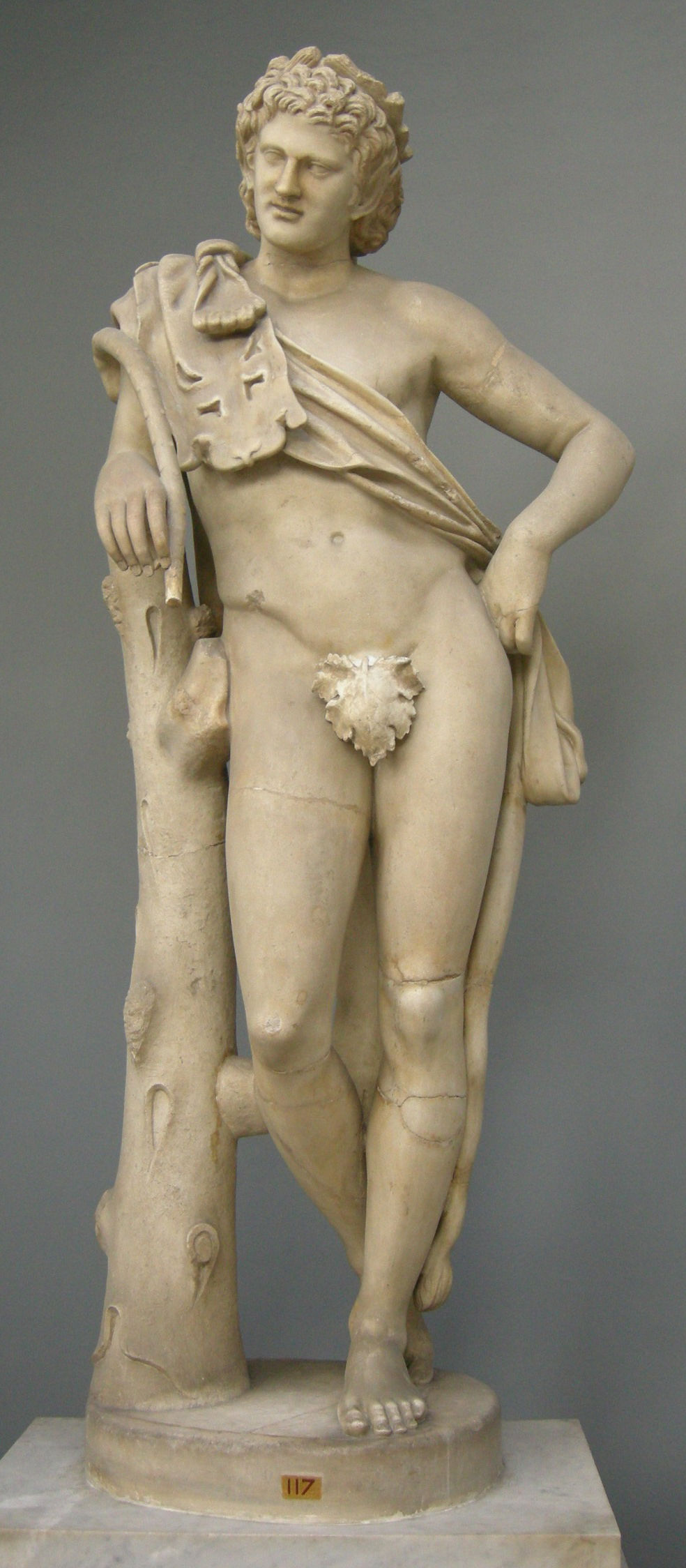
Odpoczywający satyr

### Zbiory w Lapidarium
Zbiór obejmuje kolekcję epigraficzną liczącą 4125 inskrypcji. Pogańskie pochodzą z nekropolii poza murami i eksponowane są z jednej strony, chrześcijańskie, w przeważającej części pochodzące z katakumb, po drugiej. W ekspozycji znajdują się też fragmenty sarkofagów, kolumn itp. Zbiory udostępniane są zwiedzającym po wcześniejszym zgłoszeniu. Cały materiał epigraficzny został udostępniony w katalogu internetowym Muzeów Watykańskich. W kolekcji, m.in.:
- Nr inw. 5474 – marmurowa tabliczka z kolumbarium z napisem nagrobnym Aulusa Vitelliusa Hermesa, zamówiona przez żonę, wielkość 13 × 36 cm, I–II wiek[21]
- Nr inw. 5475 – marmurowa tablica upamiętniająca prace drogowa przy Via Appia ufundowana przez senat rzymski, pocz. I w., wielkość 180 × 103 cm[22]
- Nr inw. 6060 – marmurowa tablica z napisem nagrobnym Stercorii i monogramem ⳩, druga połowa IV w., wielkość 28 × 50 cm[23]
- Nr inw. 6080 – marmurowa tablica z napisem nagrobnym Anastasii i monogramem ⳩ pośrodku, druga połowa IV w., wielkość 16 × 57 cm[24]
- Nr inw. 6093 – marmurowa tablica z napisem nagrobnym Iustiny, gołąb z gałązką po lewej, wielkość 27 × 88 cm, IV w.[25]
- Nr inw. 6098 – marmurowa tablica z napisem nagrobnym małego Titianusa z dwoma ptakami po bokach wazonu i kółkiem po preciwnej, rozmiar 17 × 60 cm[26]
- Nr inw. 6106 – marmurowa tablica z napisem nagrobnym Septimia Vitalisa i Sabiniane Aselli, z monogramem ⳩, druga połowa IV w., wielkość 25 × 52 cm[27]
- Nr inw. 6107 – marmurowa tablica z napisem nagrobnym małej Victoriny, z monogramem ⳩ w centrum i greckimi literami alfa i omega, druga połowa IV w., wielkość 24 × 96 cm[28]
- Nr inw. 9468 – marmurowa stela (łac. ara) z napisem nagrobnym małej Pinny Poppei, wystawiony przez ojca Titusa Pinniusa Corinthusa, wykonany pod koniec I w., zwieńczenie łukowe z wyrzeźbionym orłem z rozpostartymi skrzydłami, palmowate akroteriony, wielkość 75 × 35 × 25 cm[29]
- Nr inw. 9469 – marmurowa stela (ara) z napisem nagrobnym Castricii Veientilli, wystawiona przez męża Marcusa Valeriusa Felixa na terenie podarowanym przez Caiusa Iulius Praetutianusa, zdobiona łukowym zwieńczeniem, I–II wiek, wielkość 100 × 39 × 34 cm[30]
- Nr inw. 9471 – marmurowa stela (ara) z napisem nagrobnym Quintusa Dasumiusa Ianuariusa z pocz. II wieku, zwieńczona łukiem z rzeźbionym wieńcem i akroterionami, wielkość 71 × 35 × 19 cm[31]
- Nr inw. 9479 – marmurowa płyta nagrobna wyzwoleńców Luciusa Vetiliusa Nestora, złotnika i Vetilii Chrysarium, wielkość 45 × 85 cm, I–II wiek, uszkodzona od góry[32]

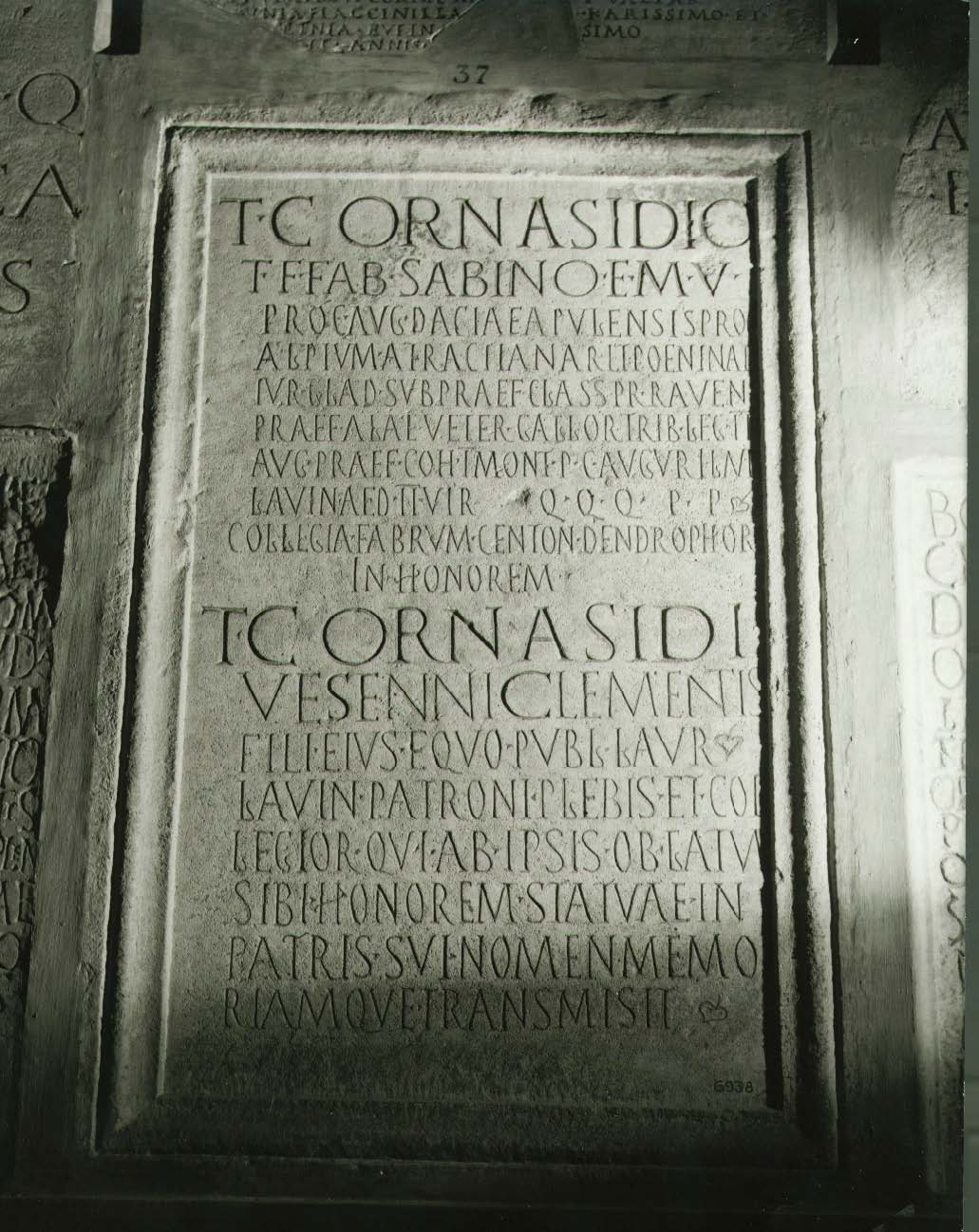
Inskrypcja poświęcona Tytusowi Sabinusowi z III w. (Nr inw. MV.6938.0.0)